# Sommer-Paralympics 2024/Badminton

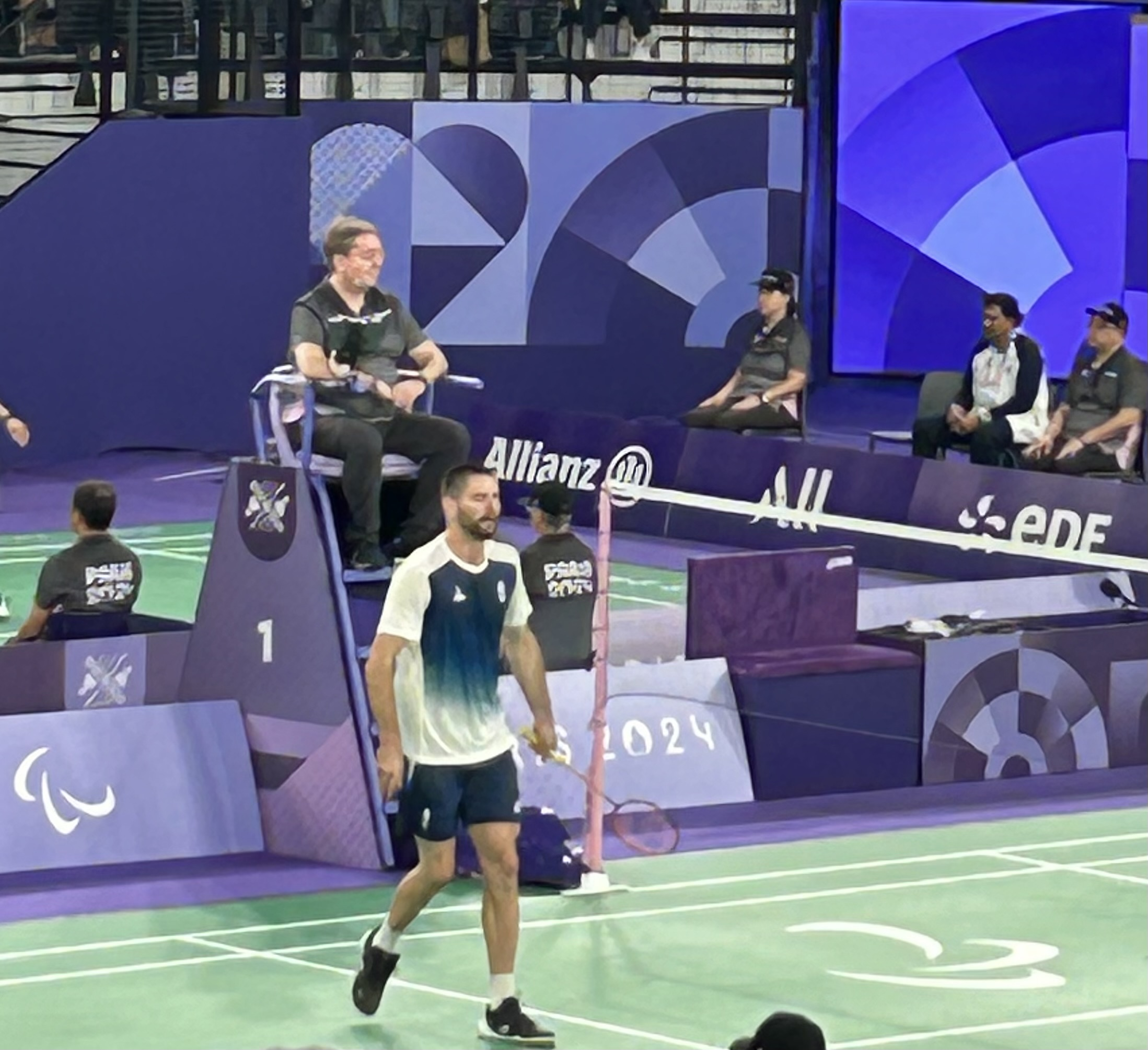
Lucas Mazur bei den Paralympics 2024

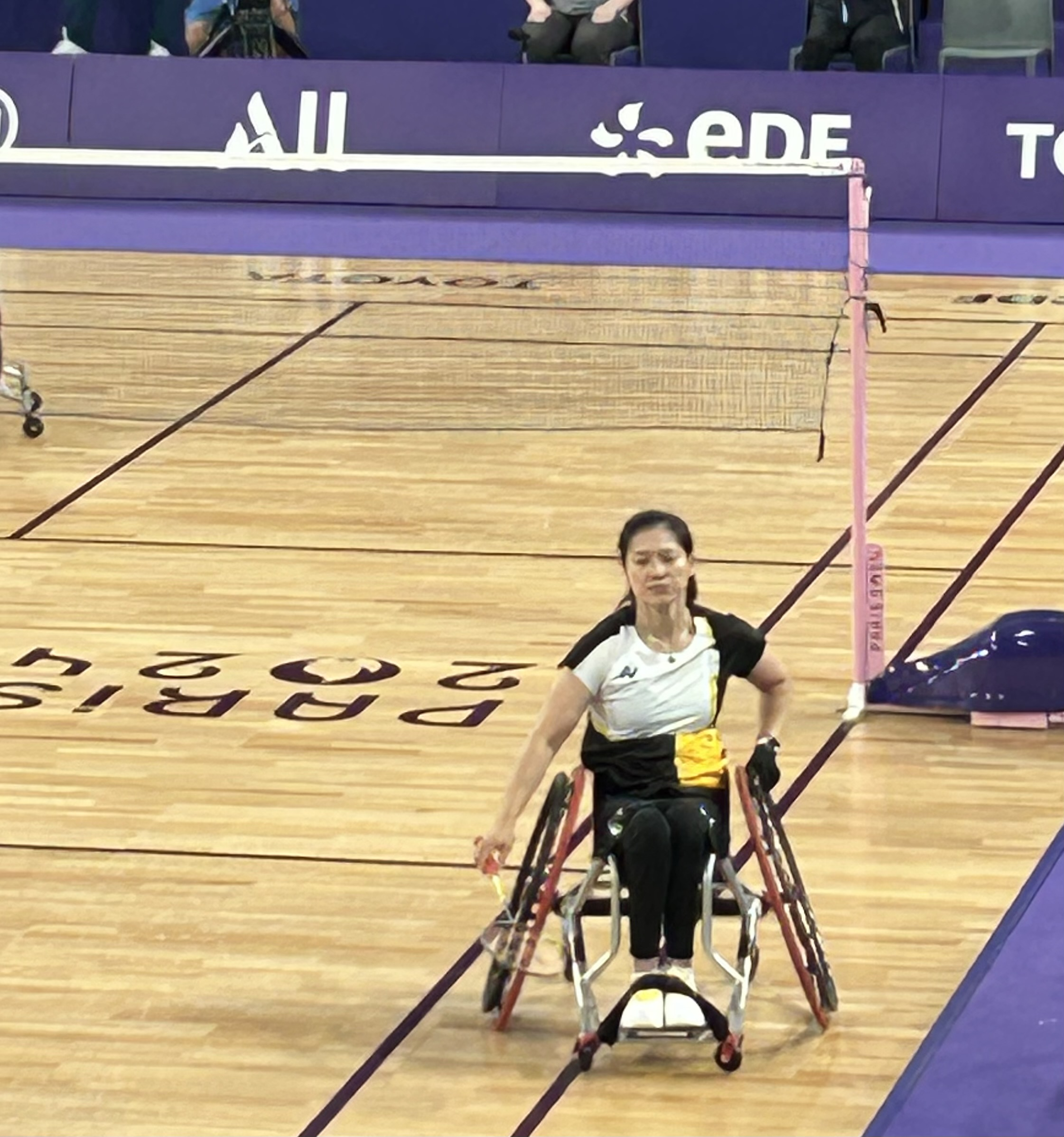
Man-Kei To bei den Paralympics 2024

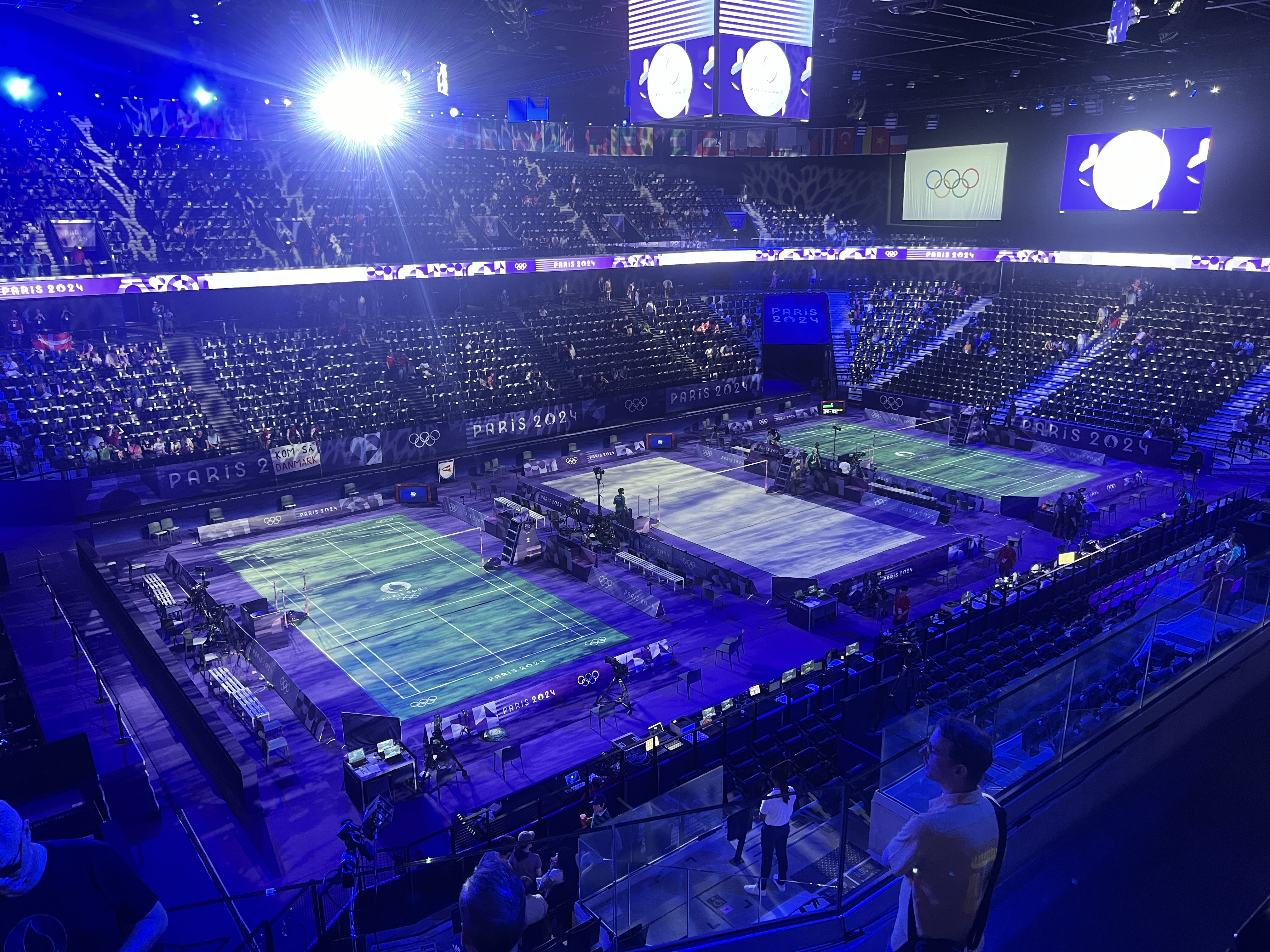
Die Adidas Arena 2024

Bei den Sommer-Paralympics 2024 in Paris wurden in insgesamt sechzehn Wettbewerben im Badminton Medaillen vergeben. Die Entscheidungen fielen zwischen dem 29. August und 2. September 2024 in der Arena Porte de la Chapelle.

## Startklassen
Je nach Art der Beeinträchtigung erfolgte die Einteilung in eine von sechs Spielklassen:
- WH1: Sportlerinnen und Sportler im Rollstuhl mit stark eingeschränkter Bein- und Rumpffunktion.
- WH2: Athletinnen und Athleten, die einen Rollstuhl mit geringfügigen Beeinträchtigungen der Bein- und Rumpffunktion benutzen.
- SL3: Sportlerinnen und Sportler, die im Stehen mit einer Einschränkung der unteren Gliedmaßen und Gleichgewichtsproblemen beim Gehen oder Laufen antreten.
- SL4: Athletinnen und Athleten, die im Stehen mit weniger schwerer Beeinträchtigung als in SL3. Die Sportlerinnen und Sportler zeigen eine Beeinträchtigung der unteren Gliedmaßen und leichte Gleichgewichtsprobleme beim Gehen oder Laufen.
- SU5: Die Spielerinnen und Spieler in dieser Klasse verfügen über eine Beeinträchtigung der oberen Gliedmaßen. Die Beeinträchtigung kann sich auf die spielende oder nicht spielende Hand beziehen.
- SH6: kleinwüchsig.[2]

## Wettkämpfe
Es wurden folgende Wettkämpfe ausgetragen:
| Damen (D) / Herren (H) | Damen (D) / Herren (H) | D | H |
| ---------------------- | ---------------------- | - | - |
| Einzel                 | WH 1                   | X | X |
| Einzel                 | WH 2                   | X | X |
| Einzel                 | SL 3                   | X | X |
| Einzel                 | SL 4                   | X | X |
| Einzel                 | SU 5                   | X | X |
| Einzel                 | SH 6                   | X | X |
| Doppel                 | WH 1 & WH 2            | X | X |
| Mixed                  | SL 3 bis SU 5          | X | X |
| Mixed                  | SH 6                   | X | X |

| Gesamt | D / H      | 8 / 8 |
| Gesamt | Wettkämpfe | 16    |

## Medaillengewinner

### Männer
| Wettbewerb     | Gold                  | Silber                     | Bronze                          |
| -------------- | --------------------- | -------------------------- | ------------------------------- |
| Einzel WH1     | Qu Zimao              | Choi Jung-man              | Thomas Wandschneider            |
| Einzel WH2     | Daiki Kajiwara        | Chan Ho Yuen               | Kim Jung-jun                    |
| Einzel SL3     | Kumar Nitesh          | Daniel Bethell             | Mongkhon Bunsun                 |
| Einzel SL4     | Lucas Mazur           | Suhas Lalinakere Yathiraj  | Fredy Setiawan                  |
| Einzel SU5     | Cheah Liek Hou        | Suryo Nugroho              | Dheva Anrimusthi                |
| Einzel SH6     | Charles Noakes        | Krysten Coombs             | Vitor Tavares                   |
| Doppel WH1-WH2 | Jianpeng Mai Qu Zimao | Jeong Jae-gun Yu Soo-young | Daiki Kajiwara Hiroshi Murayama |

### Frauen
| Wettbewerb     | Gold                  | Silber                      | Bronze                           |
| -------------- | --------------------- | --------------------------- | -------------------------------- |
| Einzel WH1     | Sarina Satomi         | Sujirat Pookham             | Yin Menglu                       |
| Einzel WH2     | Liu Yutong            | Li Hongyan                  | Ilaria Renggli                   |
| Einzel SL3     | Xiao Zuxian           | Qonitah Ikhtiar Syakuroh    | Mariam Eniola Bolaji             |
| Einzel SL4     | Cheng Hefang          | Leani Ratri Oktila          | Helle Sofie Sagøy                |
| Einzel SU5     | Yang Qiuxia           | Thulasimathi Murugesan      | Manisha Ramadass                 |
| Einzel SH6     | Li Fengmei            | Lin Shuangbao               | Nithya Sre Sivan                 |
| Doppel WH1-WH2 | Liu Yutong Yin Menglu | Sarina Satomi Yuma Yamazaki | Sujirat Pookham Amnouy Wetwithan |

### Mixed
| Wettbewerb     | Gold                              | Silber                            | Bronze                     |
| -------------- | --------------------------------- | --------------------------------- | -------------------------- |
| Doppel SL3-SU5 | Hikmat Ramdani Leani Ratri Oktila | Fredy Setiawan Khalimatus Sadiyah | Lucas Mazur Faustine Noël  |
| Doppel SH6     | Lin Naili Li Fengmei              | Miles Krajewski Jayci Simon       | Subhan Subhan Rina Marlina |

## Herreneinzel WH1

### Gruppe A
| Platz | Team             | Pld | W | L | MF | MA | MD | GF | GA | GD | PF | PA | PD  | Pts | Qualifikation |
| ----- | ---------------- | --- | - | - | -- | -- | -- | -- | -- | -- | -- | -- | --- | --- | ------------- |
| 1     | Choi Jung-man    | 2   | 2 | 0 | 0  | 0  | 0  | 4  | 0  | +4 | 84 | 48 | +36 | 2   | SF            |
| 2     | Hiroshi Murayama | 2   | 1 | 1 | 0  | 0  | 0  | 2  | 2  | 0  | 65 | 67 | −2  | 1   | QF            |
| 3     | Osamu Nagashima  | 2   | 0 | 2 | 0  | 0  | 0  | 0  | 4  | −4 | 50 | 84 | −34 | 0   |               |

| Datum      | Zeit  | Starter 1        | Ergebnis | Starter 2        | 1. Satz | 2. Satz | 3. Satz | Report |
| ---------- | ----- | ---------------- | -------- | ---------------- | ------- | ------- | ------- | ------ |
| 29. August | 19:37 | Hiroshi Murayama | 2–0      | Osamu Nagashima  | 21–8    | 21–17   |         | Report |
| 30. August | 17:56 | Choi Jung-man    | 2–0      | Osamu Nagashima  | 21–11   | 21–14   |         | Report |
| 31. August | 12:48 | Choi Jung-man    | 2–0      | Hiroshi Murayama | 21–10   | 21–13   |         | Report |

### Gruppe B
| Platz | Team                  | Pld | W | L | MF | MA | MD | GF | GA | GD | PF | PA  | PD  | Pts | Qualifikation |
| ----- | --------------------- | --- | - | - | -- | -- | -- | -- | -- | -- | -- | --- | --- | --- | ------------- |
| 1     | Qu Zimao              | 2   | 2 | 0 | 0  | 0  | 0  | 4  | 0  | +4 | 84 | 36  | +48 | 2   | QF            |
| 2     | Jeong Jae-gun         | 2   | 1 | 1 | 0  | 0  | 0  | 2  | 3  | −1 | 88 | 99  | −11 | 1   | QF            |
| 3     | Muhammad Ikhwan Ramli | 2   | 0 | 2 | 0  | 0  | 0  | 1  | 4  | −3 | 68 | 105 | −37 | 0   |               |

| Datum      | Zeit  | Starter 1             | Ergebnis | Starter 2     | 1. Satz | 2. Satz | 3. Satz | Report |
| ---------- | ----- | --------------------- | -------- | ------------- | ------- | ------- | ------- | ------ |
| 29. August | 20:18 | Jeong Jae-gun         | 0–2      | Qu Zimao      | 14–21   | 11–21   |         | Report |
| 30. August | 18:55 | Muhammad Ikhwan Ramli | 1–2      | Jeong Jae-gun | 23–25   | 21–17   | 13–21   | Report |
| 31. August | 13:29 | Muhammad Ikhwan Ramli | 0–2      | Qu Zimao      | 7–21    | 4–21    |         | Report |

### Gruppe C
| Platz | Team                 | Pld | W | L | MF | MA | MD | GF | GA | GD | PF  | PA | PD  | Pts | Qualifikation |
| ----- | -------------------- | --- | - | - | -- | -- | -- | -- | -- | -- | --- | -- | --- | --- | ------------- |
| 1     | Thomas Wandschneider | 2   | 2 | 0 | 0  | 0  | 0  | 4  | 1  | +3 | 99  | 88 | +11 | 2   | SF            |
| 2     | Yang Tong            | 2   | 1 | 1 | 0  | 0  | 0  | 3  | 2  | +1 | 101 | 83 | +18 | 1   | QF            |
| 3     | David Toupé          | 2   | 0 | 2 | 0  | 0  | 0  | 0  | 4  | −4 | 55  | 84 | −29 | 0   |               |

| Datum      | Zeit  | Starter 1            | Ergebnis | Starter 2   | 1. Satz | 2. Satz | 3. Satz | Report |
| ---------- | ----- | -------------------- | -------- | ----------- | ------- | ------- | ------- | ------ |
| 29. August | 21:04 | David Toupé          | 0–2      | Yang Tong   | 14–21   | 12–21   |         | Report |
| 30. August | 18:40 | Thomas Wandschneider | 2–0      | David Toupé | 21–12   | 21–17   |         | Report |
| 31. August | 13:48 | Thomas Wandschneider | 2–1      | Yang Tong   | 24–22   | 12–21   | 21–16   | Report |

### Endrunde
| Viertelfinale | Viertelfinale        | Viertelfinale | Viertelfinale | Viertelfinale |  |  | Halbfinale | Halbfinale           | Halbfinale | Halbfinale | Halbfinale |                  |               | Finale   | Finale | Finale | Finale | Finale |
|               |                      |               |               |               |  |  |            |                      |            |            |            |                  |               |          |        |        |        |        |
|               |                      |               |               |               |  |  |            |                      |            |            |            |                  |               |          |        |        |        |        |
|               |                      |               |               |               |  |  | A1         | Choi Jung-man        | 21         | 21         | -          |                  |               |          |        |        |        |        |
| A2            | Hiroshi Murayama     | 26            | 19            | -             |  |  | B2         | Jeong Jae-gun        | 10         | 17         | -          |                  |               |          |        |        |        |        |
| B2            | Jeong Jae-gun        | 28            | 21            | -             |  |  |            |                      |            |            |            | A1               | Choi Jung-man | 3        | 7      | -      |        |        |
| C2            | Yang Tong            | 9             | 8             | -             |  |  |            |                      |            |            |            |                  | B1            | Qu Zimao | 21     | 21     | -      |        |
| B1            | Qu Zimao             | 21            | 21            | -             |  |  | B1         | Qu Zimao             | 21         | 21         | -          |                  |               |          |        |        |        |        |
|               |                      |               |               |               |  |  | C1         | Thomas Wandschneider | 1          | 10         | -          |                  |               |          |        |        |        |        |
|               |                      |               |               |               |  |  |            |                      |            |            |            | Spiel um Platz 3 |               |          |        |        |        |        |
|               |                      |               |               |               |  |  |            |                      |            |            |            | B2               | Jeong Jae-gun | 24       | 11     | -      |        |        |
| C1            | Thomas Wandschneider | 26            | 21            | -             |  |  |            |                      |            |            |            |                  |               |          |        |        |        |        |

## Herreneinzel WH2

### Gruppe A
| Platz | Team             | Pld | W | L | MF | MA | MD | GF | GA | GD | PF | PA | PD  | Pts | Qualifikation |
| ----- | ---------------- | --- | - | - | -- | -- | -- | -- | -- | -- | -- | -- | --- | --- | ------------- |
| 1     | Daiki Kajiwara   | 2   | 2 | 0 | 0  | 0  | 0  | 4  | 0  | +4 | 84 | 42 | +42 | 2   | SF            |
| 2     | Takumi Matsumoto | 2   | 1 | 1 | 0  | 0  | 0  | 2  | 2  | 0  | 64 | 67 | −3  | 1   |               |
| 3     | Luca Olgiati     | 2   | 0 | 2 | 0  | 0  | 0  | 0  | 4  | −4 | 45 | 84 | −39 | 0   |               |

| Datum      | Zeit  | Starter 1        | Ergebnis | Starter 2        | 1. Satz | 2. Satz | 3. Satz | Report |
| ---------- | ----- | ---------------- | -------- | ---------------- | ------- | ------- | ------- | ------ |
| 30. August | 9:35  | Daiki Kajiwara   | 2–0      | Takumi Matsumoto | 21–4    | 21–18   |         | Report |
| 30. August | 20:21 | Takumi Matsumoto | 2–0      | Luca Olgiati     | 21–10   | 21–15   |         | Report |
| 31. August | 16:05 | Daiki Kajiwara   | 2–0      | Luca Olgiati     | 21–10   | 21–10   |         | Report |

### Gruppe B
| Platz | Team          | Pld | W | L | MF | MA | MD | GF | GA | GD | PF  | PA | PD  | Pts | Qualifikation |
| ----- | ------------- | --- | - | - | -- | -- | -- | -- | -- | -- | --- | -- | --- | --- | ------------- |
| 1     | Kim Jung-jun  | 2   | 2 | 0 | 0  | 0  | 0  | 4  | 1  | +3 | 106 | 67 | +39 | 2   | SF            |
| 2     | Thomas Jakobs | 2   | 1 | 1 | 0  | 0  | 0  | 3  | 2  | +1 | 82  | 86 | −4  | 1   |               |
| 3     | Amir Levi     | 2   | 0 | 2 | 0  | 0  | 0  | 0  | 4  | −4 | 49  | 84 | −35 | 0   |               |

| Datum      | Zeit  | Starter 1     | Ergebnis | Starter 2     | 1. Satz | 2. Satz | 3. Satz | Report |
| ---------- | ----- | ------------- | -------- | ------------- | ------- | ------- | ------- | ------ |
| 30. August | 10:01 | Kim Jung-jun  | 2–1      | Thomas Jakobs | 22–24   | 21–8    | 21–8    | Report |
| 30. August | 21:07 | Thomas Jakobs | 2–0      | Amir Levi     | 21–12   | 21–10   |         | Report |
| 31. August | 16:40 | Kim Jung-jun  | 2–0      | Amir Levi     | 21–15   | 21–12   |         | Report |

### Gruppe C
| Platz | Team          | Pld | W | L | MF | MA | MD | GF | GA | GD | PF  | PA  | PD  | Pts | Qualifikation |
| ----- | ------------- | --- | - | - | -- | -- | -- | -- | -- | -- | --- | --- | --- | --- | ------------- |
| 1     | Yu Soo-young  | 2   | 2 | 0 | 0  | 0  | 0  | 4  | 1  | +3 | 106 | 76  | +30 | 2   | SF            |
| 2     | Mai Jianpeng  | 2   | 1 | 1 | 0  | 0  | 0  | 2  | 3  | −1 | 82  | 102 | −20 | 1   |               |
| 3     | Rick Hellmann | 2   | 0 | 2 | 0  | 0  | 0  | 2  | 4  | −2 | 102 | 112 | −10 | 0   |               |

| Datum      | Zeit  | Starter 1    | Ergebnis | Starter 2     | 1. Satz | 2. Satz | 3. Satz | Report |
| ---------- | ----- | ------------ | -------- | ------------- | ------- | ------- | ------- | ------ |
| 30. August | 10:23 | Yu Soo-young | 2–0      | Mai Jianpeng  | 21–9    | 24–22   |         | Report |
| 30. August | 19:45 | Mai Jianpeng | 2–1      | Rick Hellmann | 21–19   | 9–21    | 21–17   | Report |
| 31. August | 16:05 | Yu Soo-young | 2–1      | Rick Hellmann | 19–21   | 21–17   | 21–7    | Report |

### Gruppe D
| Platz | Team               | Pld | W | L | MF | MA | MD | GF | GA | GD | PF | PA | PD  | Pts | Qualifikation |
| ----- | ------------------ | --- | - | - | -- | -- | -- | -- | -- | -- | -- | -- | --- | --- | ------------- |
| 1     | Chan Ho Yuen       | 2   | 2 | 0 | 0  | 0  | 0  | 4  | 0  | +4 | 84 | 40 | +44 | 2   | SF            |
| 2     | Jaime Aránguiz     | 2   | 1 | 1 | 0  | 0  | 0  | 2  | 2  | 0  | 60 | 70 | −10 | 1   |               |
| 3     | Noor Azwan Noorlan | 2   | 0 | 2 | 0  | 0  | 0  | 0  | 4  | −4 | 50 | 84 | −34 | 0   |               |

| Datum      | Zeit  | Starter 1      | Ergebnis | Starter 2          | 1. Satz | 2. Satz | 3. Satz | Report |
| ---------- | ----- | -------------- | -------- | ------------------ | ------- | ------- | ------- | ------ |
| 30. August | 11:12 | Chan Ho Yuen   | 2–0      | Jaime Aránguiz     | 21–10   | 21–8    |         | Report |
| 30. August | 21:03 | Jaime Aránguiz | 2–0      | Noor Azwan Noorlan | 21–15   | 21–13   |         | Report |
| 31. August | 17:12 | Chan Ho Yuen   | 2–0      | Noor Azwan Noorlan | 21–11   | 21–11   |         | Report |

### Endrunde
|  | Halbfinale | Halbfinale     | Halbfinale   | Halbfinale | Halbfinale |                  |                | Finale | Finale | Finale | Finale | Finale |
|  |            |                |              |            |            |                  |                |        |        |        |        |        |
|  | 1          | Daiki Kajiwara | 21           | 21         | -          |                  |                |        |        |        |        |        |
|  | 3          | Kim Jung-jun   | 17           | 9          | -          |                  |                |        |        |        |        |        |
|  | 3          | Kim Jung-jun   | 17           | 9          | -          | 1                | Daiki Kajiwara | 21     | 21     | -      |        |        |
|  |            |                |              |            |            | 1                | Daiki Kajiwara | 21     | 21     | -      |        |        |
|  |            | 2              | Chan Ho Yuen | 10         | 10         | -                |                |        |        |        |        |        |
|  | 4          | 2              | Chan Ho Yuen | 10         | 10         | -                | Yu Soo-young   | 21     | 10     | -      |        |        |
|  | 4          |                |              |            |            |                  | Yu Soo-young   | 21     | 10     | -      |        |        |
|  | 2          | Chan Ho Yuen   | 23           | 21         | -          |                  |                |        |        |        |        |        |
|  | 2          | Chan Ho Yuen   | 23           | 21         | -          | Spiel um Platz 3 |                |        |        |        |        |        |
|  |            |                |              |            |            |                  |                |        |        |        |        |        |
|  | 3          | Kim Jung-jun   | 19           | 21         | 24         |                  |                |        |        |        |        |        |
|  | 4          | Yu Soo-young   | 21           | 19         | 22         |                  |                |        |        |        |        |        |

## Herreneinzel SL3

### Gruppe A
| Platz | Team            | Pld | W | L | MF | MA | MD | GF | GA | GD | PF  | PA  | PD  | Pts | Qualifikation |
| ----- | --------------- | --- | - | - | -- | -- | -- | -- | -- | -- | --- | --- | --- | --- | ------------- |
| 1     | Kumar Nitesh    | 3   | 3 | 0 | 0  | 0  | 0  | 6  | 1  | +5 | 144 | 95  | +49 | 3   | SF            |
| 2     | Mongkhon Bunsun | 3   | 2 | 1 | 0  | 0  | 0  | 4  | 2  | +2 | 111 | 92  | +19 | 2   | SF            |
| 3     | Manoj Sarkar    | 3   | 1 | 2 | 0  | 0  | 0  | 3  | 4  | −1 | 121 | 128 | −7  | 1   |               |
| 4     | Yang Jianyuan   | 3   | 0 | 3 | 0  | 0  | 0  | 0  | 6  | −6 | 65  | 126 | −61 | 0   |               |

| Datum      | Zeit  | Starter 1       | Ergebnis | Starter 2       | 1. Satz | 2. Satz | 3. Satz | Report |
| ---------- | ----- | --------------- | -------- | --------------- | ------- | ------- | ------- | ------ |
| 29. August | 13:20 | Kumar Nitesh    | 2–1      | Manoj Sarkar    | 21–13   | 18–21   | 21–18   | Report |
| 29. August | 14:21 | Mongkhon Bunsun | 2–0      | Yang Jianyuan   | 21–14   | 21–9    |         | Report |
| 30. August | 9:42  | Mongkhon Bunsun | 2–0      | Manoj Sarkar    | 21–19   | 21–8    |         | Report |
| 30. August | 10:27 | Kumar Nitesh    | 2–0      | Yang Jianyuan   | 21–5    | 21–11   |         | Report |
| 31. August | 10:13 | Kumar Nitesh    | 2–0      | Mongkhon Bunsun | 21–13   | 21–14   |         | Report |
| 31. August | 10:51 | Manoj Sarkar    | 2–0      | Yang Jianyuan   | 21–15   | 21–11   |         | Report |

### Gruppe B
| Platz | Team              | Pld | W | L | MF | MA | MD | GF | GA | GD | PF  | PA  | PD  | Pts | Qualifikation |
| ----- | ----------------- | --- | - | - | -- | -- | -- | -- | -- | -- | --- | --- | --- | --- | ------------- |
| 1     | Daniel Bethell    | 3   | 3 | 0 | 0  | 0  | 0  | 6  | 0  | +6 | 126 | 30  | +96 | 3   | SF            |
| 2     | Daisuke Fujihara  | 3   | 2 | 1 | 0  | 0  | 0  | 4  | 3  | +1 | 116 | 116 | 0   | 2   | SF            |
| 3     | Oleksandr Chyrkov | 3   | 1 | 2 | 0  | 0  | 0  | 3  | 4  | −1 | 106 | 129 | −23 | 1   |               |
| 4     | Wojtek Czyz       | 3   | 0 | 3 | 0  | 0  | 0  | 0  | 6  | −6 | 53  | 126 | −73 | 0   |               |

| Datum      | Zeit  | Starter 1         | Ergebnis | Starter 2         | 1. Satz | 2. Satz | 3. Satz | Report |
| ---------- | ----- | ----------------- | -------- | ----------------- | ------- | ------- | ------- | ------ |
| 29. August | 12:31 | Oleksandr Chyrkov | 1–2      | Daisuke Fujihara  | 21–19   | 16–21   | 17–21   | Report |
| 29. August | 12:57 | Daniel Bethell    | 2–0      | Wojtek Czyz       | 21–5    | 21–2    |         | Report |
| 30. August | 9:52  | Daniel Bethell    | 2–0      | Daisuke Fujihara  | 21–9    | 21–4    |         | Report |
| 30. August | 10:46 | Wojtek Czyz       | 0–2      | Oleksandr Chyrkov | 16–21   | 10–21   |         | Report |
| 31. August | 9:39  | Daniel Bethell    | 2–0      | Oleksandr Chyrkov | 21–5    | 21–5    |         | Report |
| 31. August | 10:23 | Wojtek Czyz       | 0–2      | Daisuke Fujihara  | 8–21    | 12–21   |         | Report |

### Endrunde
|  | Halbfinale | Halbfinale       | Halbfinale     | Halbfinale | Halbfinale       |              |                 | Finale | Finale | Finale | Finale | Finale |
|  |            |                  |                |            |                  |              |                 |        |        |        |        |        |
|  | A1         | Kumar Nitesh     | 21             | 21         |                  |              |                 |        |        |        |        |        |
|  | B2         | Daisuke Fujihara | 16             | 12         |                  |              |                 |        |        |        |        |        |
|  | B2         | Daisuke Fujihara | 16             | 12         | A1               | Kumar Nitesh | 21              | 18     | 23     |        |        |        |
|  |            |                  |                |            |                  | Kumar Nitesh | 21              | 18     | 23     |        |        |        |
|  |            | B1               | Daniel Bethell | 14         | 21               | 21           |                 |        |        |        |        |        |
|  | A2         | B1               | Daniel Bethell | 14         | 21               | 21           | Mongkhon Bunsun | 7      | 9      |        |        |        |
|  | A2         |                  |                |            |                  |              | Mongkhon Bunsun | 7      | 9      |        |        |        |
|  | B1         | Daniel Bethell   | 21             | 21         |                  |              |                 |        |        |        |        |        |
|  | B1         | Daniel Bethell   | 21             | 21         | Spiel um Platz 3 |              |                 |        |        |        |        |        |
|  |            |                  |                |            |                  |              |                 |        |        |        |        |        |
|  | B2         | Daisuke Fujihara | 15             | 15         |                  |              |                 |        |        |        |        |        |
|  | A2         | Mongkhon Bunsun  | 21             | 21         |                  |              |                 |        |        |        |        |        |

## Herreneinzel SL4

### Gruppe A
| Platz | Team                      | Pld | W | L | MF | MA | MD | GF | GA | GD | PF | PA  | PD  | Pts | Qualifikation |
| ----- | ------------------------- | --- | - | - | -- | -- | -- | -- | -- | -- | -- | --- | --- | --- | ------------- |
| 1     | Suhas Lalinakere Yathiraj | 2   | 2 | 0 | 0  | 0  | 0  | 4  | 0  | +4 | 89 | 50  | +39 | 2   | SF            |
| 2     | Hikmat Ramdani            | 2   | 1 | 1 | 0  | 0  | 0  | 2  | 3  | −1 | 70 | 93  | −23 | 1   |               |
| 3     | Shin Kyung-hwan           | 2   | 0 | 2 | 0  | 0  | 0  | 1  | 4  | −3 | 89 | 105 | −16 | 0   |               |

| Datum      | Zeit  | Starter 1                 | Ergebnis | Starter 2       | 1. Satz | 2. Satz | 3. Satz | Report |
| ---------- | ----- | ------------------------- | -------- | --------------- | ------- | ------- | ------- | ------ |
| 29. August | 12:00 | Suhas Lalinakere Yathiraj | 2–0      | Hikmat Ramdani  | 21–7    | 21–5    |         | Report |
| 30. August | 11:33 | Suhas Lalinakere Yathiraj | 2–0      | Shin Kyung-hwan | 26–24   | 21–14   |         | Report |
| 31. August | 12:04 | Hikmat Ramdani            | 2–1      | Shin Kyung-hwan | 21–15   | 16–21   | 21–15   | Report |

### Gruppe B
| Platz | Team                  | Pld | W | L | MF | MA | MD | GF | GA | GD | PF  | PA | PD  | Pts | Qualifikation |
| ----- | --------------------- | --- | - | - | -- | -- | -- | -- | -- | -- | --- | -- | --- | --- | ------------- |
| 1     | Sukant Kadam          | 2   | 2 | 0 | 0  | 0  | 0  | 4  | 1  | +3 | 102 | 80 | +22 | 2   | SF            |
| 2     | Mohd Amin Burhanuddin | 2   | 1 | 1 | 0  | 0  | 0  | 3  | 2  | +1 | 99  | 94 | +5  | 1   |               |
| 3     | Siripong Teamarrom    | 2   | 0 | 2 | 0  | 0  | 0  | 0  | 4  | −4 | 58  | 85 | −27 | 0   |               |

| Datum      | Zeit  | Starter 1             | Ergebnis | Starter 2           | 1. Satz | 2. Satz | 3. Satz | Report |
| ---------- | ----- | --------------------- | -------- | ------------------- | ------- | ------- | ------- | ------ |
| 29. August | 11:19 | Mohd Amin Burhanuddin | 1–2      | Indien Sukant Kadam | 21–17   | 15–21   | 20–22   | Report |
| 30. August | 11:03 | Mohd Amin Burhanuddin | 2–0      | Siripong Teamarrom  | 21–14   | 22–20   |         | Report |
| 31. August | 11:29 | Sukant Kadam          | 2–0      | Siripong Teamarrom  | 21–12   | 21–12   |         | Report |

### Gruppe C
| Platz | Team            | Pld | W | L | MF | MA | MD | GF | GA | GD | PF | PA | PD  | Pts | Qualifikation |
| ----- | --------------- | --- | - | - | -- | -- | -- | -- | -- | -- | -- | -- | --- | --- | ------------- |
| 1     | Fredy Setiawan  | 2   | 2 | 0 | 0  | 0  | 0  | 4  | 0  | +4 | 87 | 53 | +34 | 2   | SF            |
| 2     | Jeremiah Nnanna | 2   | 1 | 1 | 0  | 0  | 0  | 2  | 2  | 0  | 76 | 72 | +4  | 1   |               |
| 3     | Marcel Adam     | 2   | 0 | 2 | 0  | 0  | 0  | 0  | 4  | −4 | 46 | 84 | −38 | 0   |               |

| Datum      | Zeit  | Starter 1      | Ergebnis | Starter 2               | 1. Satz | 2. Satz | 3. Satz | Report |
| ---------- | ----- | -------------- | -------- | ----------------------- | ------- | ------- | ------- | ------ |
| 29. August | 11:36 | Marcel Adam    | 0–2      | Nigeria Jeremiah Nnanna | 12–21   | 15–21   |         | Report |
| 30. August | 11:42 | Fredy Setiawan | 2–0      | Jeremiah Nnanna         | 21–12   | 24–22   |         | Report |
| 31. August | 11:08 | Fredy Setiawan | 2–0      | Marcel Adam             | 21–4    | 21–15   |         | Report |

### Gruppe D
| Platz | Team             | Pld | W | L | MF | MA | MD | GF | GA | GD | PF | PA | PD  | Pts | Qualifikation |
| ----- | ---------------- | --- | - | - | -- | -- | -- | -- | -- | -- | -- | -- | --- | --- | ------------- |
| 1     | Lucas Mazur      | 2   | 2 | 0 | 0  | 0  | 0  | 4  | 0  | +4 | 84 | 39 | +45 | 2   | SF            |
| 2     | Tarun Dhillon    | 2   | 1 | 1 | 0  | 0  | 0  | 2  | 2  | 0  | 65 | 78 | −13 | 1   |               |
| 3     | Rogério Oliveira | 2   | 0 | 2 | 0  | 0  | 0  | 0  | 4  | −4 | 52 | 84 | −32 | 0   |               |

| Datum      | Zeit  | Starter 1        | Ergebnis | Starter 2            | 1. Satz | 2. Satz | 3. Satz | Report |
| ---------- | ----- | ---------------- | -------- | -------------------- | ------- | ------- | ------- | ------ |
| 29. August | 12:10 | Rogério Oliveira | 0–2      | Indien Tarun Dhillon | 17–21   | 19–21   |         | Report |
| 30. August | 12:23 | Lucas Mazur      | 2–0      | Rogério Oliveira     | 21–9    | 21–7    |         | Report |
| 31. August | 11:40 | Lucas Mazur      | 2–0      | Tarun Dhillon        | 21–7    | 21–16   |         | Report |

### Endrunde
|  | Halbfinale | Halbfinale                | Halbfinale  | Halbfinale | Halbfinale |                           |                | Finale | Finale | Finale | Finale | Finale |
|  |            |                           |             |            |            |                           |                |        |        |        |        |        |
|  | 1          | Suhas Lalinakere Yathiraj | 21          | 21         | -          |                           |                |        |        |        |        |        |
|  |            | Sukant Kadam              | 17          | 12         | -          |                           |                |        |        |        |        |        |
|  | 1          | Sukant Kadam              | 17          | 12         | -          | Suhas Lalinakere Yathiraj | 9              | 13     | -      |        |        |        |
|  | 1          |                           |             |            |            |                           | 9              | 13     | -      |        |        |        |
|  |            | 2                         | Lucas Mazur | 21         | 21         | -                         |                |        |        |        |        |        |
|  | 3          | 2                         | Lucas Mazur | 21         | 21         | -                         | Fredy Setiawan | 13     | 8      | -      |        |        |
|  | 3          |                           |             |            |            |                           | Fredy Setiawan | 13     | 8      | -      |        |        |
|  | 2          | Lucas Mazur               | 21          | 21         | -          |                           |                |        |        |        |        |        |
|  | 2          | Lucas Mazur               | 21          | 21         | -          | Spiel um Platz 3          |                |        |        |        |        |        |
|  |            |                           |             |            |            |                           |                |        |        |        |        |        |
|  |            | Sukant Kadam              | 17          | 18         | -          |                           |                |        |        |        |        |        |
|  | 3          | Fredy Setiawan            | 21          | 21         | -          |                           |                |        |        |        |        |        |

## Herreneinzel SU5

### Gruppe A
| Platz | Team            | Pld | W | L | MF | MA | MD | GF | GA | GD | PF  | PA  | PD  | Pts | Qualifikation |
| ----- | --------------- | --- | - | - | -- | -- | -- | -- | -- | -- | --- | --- | --- | --- | ------------- |
| 1     | Cheah Liek Hou  | 3   | 3 | 0 | 0  | 0  | 0  | 6  | 0  | +6 | 126 | 65  | +61 | 3   | SF            |
| 2     | Suryo Nugroho   | 3   | 2 | 1 | 0  | 0  | 0  | 4  | 2  | +2 | 107 | 91  | +16 | 2   | SF            |
| 3     | Méril Loquette  | 3   | 1 | 2 | 0  | 0  | 0  | 2  | 5  | −3 | 109 | 138 | −29 | 1   |               |
| 4     | Bartłomiej Mróz | 3   | 0 | 3 | 0  | 0  | 0  | 1  | 6  | −5 | 93  | 141 | −48 | 0   |               |

| Datum      | Zeit  | Starter 1       | Ergebnis | Starter 2       | 1. Satz | 2. Satz | 3. Satz | Report |
| ---------- | ----- | --------------- | -------- | --------------- | ------- | ------- | ------- | ------ |
| 29. August | 9:55  | Suryo Nugroho   | 2–0      | Méril Loquette  | 21–13   | 21–13   |         | Report |
| 29. August | 10:03 | Cheah Liek Hou  | 2–0      | Bartłomiej Mróz | 21–10   | 21–6    |         | Report |
| 30. August | 20:34 | Bartłomiej Mróz | 0–2      | Suryo Nugroho   | 13–21   | 10–21   |         | Report |
| 30. August | 22:58 | Cheah Liek Hou  | 2–0      | Méril Loquette  | 21–10   | 21–16   |         | Report |
| 31. August | 21:03 | Bartłomiej Mróz | 1–2      | Méril Loquette  | 21–15   | 19–21   | 14–21   | Report |
| 31. August | 21:19 | Cheah Liek Hou  | 2–0      | Suryo Nugroho   | 21–10   | 21–13   |         | Report |

### Gruppe B
| Platz | Team                  | Pld | W | L | MF | MA | MD | GF | GA | GD | PF  | PA  | PD  | Pts | Qualifikation |
| ----- | --------------------- | --- | - | - | -- | -- | -- | -- | -- | -- | --- | --- | --- | --- | ------------- |
| 1     | Muhammad Fareez Anuar | 3   | 3 | 0 | 0  | 0  | 0  | 6  | 2  | +4 | 157 | 146 | +11 | 3   | SF            |
| 2     | Dheva Anrimusthi      | 3   | 2 | 1 | 0  | 0  | 0  | 5  | 2  | +3 | 143 | 120 | +23 | 2   | SF            |
| 3     | Taiyo Imai            | 3   | 1 | 2 | 0  | 0  | 0  | 3  | 5  | −2 | 144 | 152 | −8  | 1   |               |
| 4     | Fang Jen-yu           | 3   | 0 | 3 | 0  | 0  | 0  | 1  | 6  | −5 | 115 | 141 | −26 | 0   |               |

| Datum      | Zeit  | Starter 1             | Ergebnis | Starter 2             | 1. Satz | 2. Satz | 3. Satz | Report |
| ---------- | ----- | --------------------- | -------- | --------------------- | ------- | ------- | ------- | ------ |
| 29. August | 9:57  | Fang Jen-yu           | 0–2      | Muhammad Fareez Anuar | 14–21   | 18–21   |         | Report |
| 29. August | 12:26 | Taiyo Imai            | 0–2      | Dheva Anrimusthi      | 18–21   | 14–21   |         | Report |
| 30. August | 13:03 | Fang Jen-yu           | 1–2      | Taiyo Imai            | 21–15   | 11–21   | 19–21   | Report |
| 30. August | 16:03 | Muhammad Fareez Anuar | 2–1      | Dheva Anrimusthi      | 14–21   | 21–19   | 21–19   | Report |
| 31. August | 16:03 | Fang Jen-yu           | 0–2      | Dheva Anrimusthi      | 14–21   | 18–21   |         | Report |
| 31. August | 16:05 | Muhammad Fareez Anuar | 2–1      | Taiyo Imai            | 17–21   | 21–17   | 21–17   | Report |

### Endrunde
|  | Halbfinale | Halbfinale            | Halbfinale    | Halbfinale | Halbfinale |                  |    | Finale | Finale | Finale | Finale | Finale |
|  |            |                       |               |            |            |                  |    |        |        |        |        |        |
|  | A1         | Cheah Liek Hou        | 21            | 21         |            |                  |    |        |        |        |        |        |
|  | B2         | Dheva Anrimusthi      | 17            | 17         |            |                  |    |        |        |        |        |        |
|  | B2         | Dheva Anrimusthi      | 17            | 17         | A1         | Cheah Liek Hou   | 21 | 21     |        |        |        |        |
|  |            |                       |               |            |            | Cheah Liek Hou   | 21 | 21     |        |        |        |        |
|  |            | A2                    | Suryo Nugroho | 13         | 15         |                  |    |        |        |        |        |        |
|  | A2         | A2                    | Suryo Nugroho | 13         | 15         | Suryo Nugroho    | 21 | 14     | 21     |        |        |        |
|  | A2         |                       |               |            |            |                  | 21 | 14     | 21     |        |        |        |
|  | B1         | Muhammad Fareez Anuar | 12            | 21         | 6          |                  |    |        |        |        |        |        |
|  | B1         | Muhammad Fareez Anuar | 12            | 21         | 6          | Spiel um Platz 3 |    |        |        |        |        |        |
|  |            |                       |               |            |            |                  |    |        |        |        |        |        |
|  | B2         | Dheva Anrimusthi      | 17            | 21         | 21         |                  |    |        |        |        |        |        |
|  | B1         | Muhammad Fareez Anuar | 21            | 19         | 12         |                  |    |        |        |        |        |        |

## Herreneinzel SH6

### Gruppe A
| Platz | Team                 | Pld | W | L | MF | MA | MD | GF | GA | GD | PF  | PA  | PD  | Pts | Qualifikation |
| ----- | -------------------- | --- | - | - | -- | -- | -- | -- | -- | -- | --- | --- | --- | --- | ------------- |
| 1     | Chu Man Kai          | 3   | 3 | 0 | 0  | 0  | 0  | 6  | 2  | +4 | 163 | 124 | +39 | 3   | SF            |
| 2     | Krysten Coombs       | 3   | 2 | 1 | 0  | 0  | 0  | 5  | 3  | +2 | 150 | 137 | +13 | 2   | QF            |
| 3     | Subhan               | 3   | 1 | 2 | 0  | 0  | 0  | 3  | 4  | −1 | 122 | 133 | −11 | 1   |               |
| 4     | Sivarajan Solaimalai | 3   | 0 | 3 | 0  | 0  | 0  | 1  | 6  | −5 | 103 | 144 | −41 | 0   |               |

| Datum      | Zeit  | Starter 1            | Ergebnis | Starter 2            | 1. Satz | 2. Satz | 3. Satz | Report |
| ---------- | ----- | -------------------- | -------- | -------------------- | ------- | ------- | ------- | ------ |
| 29. August | 16:46 | Subhan               | 2–0      | Sivarajan Solaimalai | 21–15   | 21–17   |         | Report |
| 29. August | 18:35 | Chu Man Kai          | 2–1      | Krysten Coombs       | 21–13   | 19–21   | 21-15   | Report |
| 30. August | 17:17 | Subhan               | 1–2      | Krysten Coombs       | 15–21   | 21–17   | 18–21   | Report |
| 30. August | 18:21 | Chu Man Kai          | 2–1      | Sivarajan Solaimalai | 21–13   | 18–21   | 21–15   | Report |
| 31. August | 17:29 | Chu Man Kai          | 2–0      | Subhan               | 21-13   | 21-13   |         | Report |
| 31. August | 18:34 | Sivarajan Solaimalai | 0–2      | Krysten Coombs       | 12-21   | 10-21   |         | Report |

### Gruppe B
| Platz | Team              | Pld | W | L | MF | MA | MD | GF | GA | GD | PF | PA | PD  | Pts | Qualifikation |
| ----- | ----------------- | --- | - | - | -- | -- | -- | -- | -- | -- | -- | -- | --- | --- | ------------- |
| 1     | Nattapong Meechai | 2   | 2 | 0 | 0  | 0  | 0  | 4  | 0  | +4 | 76 | 56 | +20 | 2   | QF            |
| 2     | Miles Krajewski   | 2   | 1 | 1 | 0  | 0  | 0  | 2  | 2  | 0  | 75 | 77 | −2  | 1   | QF            |
| 3     | Krishna Nagar     | 2   | 0 | 2 | 0  | 0  | 0  | 0  | 4  | −4 | 57 | 75 | −18 | 0   |               |

| Datum      | Zeit  | Starter 1       | Ergebnis | Starter 2         | 1. Satz | 2. Satz  | 3. Satz | Report |
| ---------- | ----- | --------------- | -------- | ----------------- | ------- | -------- | ------- | ------ |
| 29. August | 17:52 | Miles Krajewski | 0–2      | Nattapong Meechai | 13–21   | 20–22    |         | Report |
| 30. August | 22:14 | Krishna Nagar   | 0–2      | Miles Krajewski   | 16–21   | 18–21    |         | Report |
| 31. August | 20:41 | Krishna Nagar   | 0–2      | Nattapong Meechai | 20–22   | 3–11 RET |         | Report |

### Gruppe C
| Platz | Team           | Pld | W | L | MF | MA | MD | GF | GA | GD | PF  | PA  | PD  | Pts | Qualifikation |
| ----- | -------------- | --- | - | - | -- | -- | -- | -- | -- | -- | --- | --- | --- | --- | ------------- |
| 1     | Charles Noakes | 3   | 3 | 0 | 0  | 0  | 0  | 6  | 0  | +6 | 126 | 101 | +25 | 3   | SF            |
| 2     | Vitor Tavares  | 3   | 1 | 2 | 0  | 0  | 0  | 3  | 4  | −1 | 136 | 129 | +7  | 1   | QF            |
| 3     | Lin Naili      | 3   | 1 | 2 | 0  | 0  | 0  | 2  | 4  | −2 | 104 | 115 | −11 | 1   |               |
| 4     | Jack Shephard  | 3   | 1 | 2 | 0  | 0  | 0  | 2  | 5  | −3 | 122 | 143 | −21 | 1   |               |

| Datum      | Zeit  | Starter 1     | Ergebnis | Starter 2      | 1. Satz | 2. Satz | 3. Satz | Report |
| ---------- | ----- | ------------- | -------- | -------------- | ------- | ------- | ------- | ------ |
| 29. August | 17:02 | Lin Naili     | 2–0      | Jack Shephard  | 21–17   | 21–14   |         | Report |
| 29. August | 17:45 | Vitor Tavares | 0–2      | Charles Noakes | 19–21   | 16–21   |         | Report |
| 30. August | 19:27 | Vitor Tavares | 1–2      | Jack Shephard  | 19–21   | 21–15   | 19–21   | Report |
| 30. August | 21:22 | Lin Naili     | 0–2      | Charles Noakes | 15–21   | 17–21   |         | Report |
| 31. August | 18:43 | Vitor Tavares | 2–0      | Lin Naili      | 21–15   | 21–15   |         | Report |
| 31. August | 19:12 | Jack Shephard | 0–2      | Charles Noakes | 17–21   | 17–21   |         | Report |

### Endrunde
| Viertelfinale | Viertelfinale     | Viertelfinale | Viertelfinale | Viertelfinale |  |  | Halbfinale | Halbfinale     | Halbfinale | Halbfinale | Halbfinale |                  |                | Finale         | Finale | Finale | Finale | Finale |
|               |                   |               |               |               |  |  |            |                |            |            |            |                  |                |                |        |        |        |        |
|               |                   |               |               |               |  |  |            |                |            |            |            |                  |                |                |        |        |        |        |
|               |                   |               |               |               |  |  | A1         | Chu Man Kai    | 19         | 14         | -          |                  |                |                |        |        |        |        |
| B1            | Nattapong Meechai | 15            | 21            | 11            |  |  | A2         | Krysten Coombs | 21         | 21         | -          |                  |                |                |        |        |        |        |
| A2            | Krysten Coombs    | 21            | 18            | 21            |  |  |            |                |            |            |            | A2               | Krysten Coombs | 19             | 13     | -      |        |        |
| C2            | Vitor Tavares     | 21            | 10            | 23            |  |  |            |                |            |            |            |                  | C1             | Charles Noakes | 21     | 21     | -      |        |
| B2            | Miles Krajewski   | 12            | 21            | 21            |  |  | C2         | Vitor Tavares  | 18         | 20         | -          |                  |                |                |        |        |        |        |
|               |                   |               |               |               |  |  | C1         | Charles Noakes | 21         | 22         | -          |                  |                |                |        |        |        |        |
|               |                   |               |               |               |  |  |            |                |            |            |            | Spiel um Platz 3 |                |                |        |        |        |        |
|               |                   |               |               |               |  |  |            |                |            |            |            | A1               | Chu Man Kai    | 21             | 21     | 12     |        |        |
| C2            | Vitor Tavares     | 23            | 16            | 21            |  |  |            |                |            |            |            |                  |                |                |        |        |        |        |

## Dameneinzel WH1

### Gruppe A
| Platz | Team            | Pld | W | L | MF | MA | MD | GF | GA | GD | PF  | PA  | PD  | Pts | Qualifikation |
| ----- | --------------- | --- | - | - | -- | -- | -- | -- | -- | -- | --- | --- | --- | --- | ------------- |
| 1     | Yin Menglu      | 3   | 3 | 0 | 0  | 0  | 0  | 6  | 1  | +5 | 138 | 89  | +49 | 3   | SF            |
| 2     | Sarina Satomi   | 3   | 2 | 1 | 0  | 0  | 0  | 5  | 2  | +3 | 138 | 87  | +51 | 2   | QF            |
| 3     | Cynthia Mathez  | 3   | 1 | 2 | 0  | 0  | 0  | 2  | 4  | −2 | 86  | 104 | −18 | 1   |               |
| 4     | Nina Gorodetzky | 3   | 0 | 3 | 0  | 0  | 0  | 0  | 6  | −6 | 44  | 126 | −82 | 0   |               |

| Datum      | Zeit  | Starter 1       | Ergebnis | Starter 2       | 1. Satz | 2. Satz | 3. Satz | Report |
| ---------- | ----- | --------------- | -------- | --------------- | ------- | ------- | ------- | ------ |
| 29. August | 16:40 | Sarina Satomi   | 1–2      | Yin Menglu      | 21–12   | 18–21   | 15–21   |        |
| 29. August | 17:20 | Cynthia Mathez  | 2–0      | Nina Gorodetzky | 21–7    | 21–13   |         |        |
| 30. August | 16:00 | Cynthia Mathez  | 0–2      | Yin Menglu      | 9–21    | 13–21   |         |        |
| 30. August | 16:40 | Sarina Satomi   | 2–0      | Nina Gorodetzky | 21–3    | 21–8    |         |        |
| 31. August | 9:50  | Nina Gorodetzky | 0–2      | Yin Menglu      | 8–21    | 5–21    |         |        |
| 31. August | 9:50  | Sarina Satomi   | 2–0      | Cynthia Mathez  | 21–11   | 21–11   |         |        |

### Gruppe B
| Platz | Team           | Pld | W | L | MF | MA | MD | GF | GA | GD | PF | PA | PD  | Pts | Qualifikation |
| ----- | -------------- | --- | - | - | -- | -- | -- | -- | -- | -- | -- | -- | --- | --- | ------------- |
| 1     | Man-Kei To     | 2   | 2 | 0 | 0  | 0  | 0  | 4  | 0  | +4 | 84 | 35 | +49 | 2   | QF            |
| 2     | Kwon Hyun-ah   | 2   | 1 | 1 | 0  | 0  | 0  | 2  | 2  | 0  | 64 | 72 | −8  | 1   | QF            |
| 3     | Henriett Koósz | 2   | 0 | 2 | 0  | 0  | 0  | 0  | 4  | −4 | 43 | 84 | −41 | 0   |               |

| Datum      | Zeit  | Starter 1      | Ergebnis | Starter 2      | 1. Satz | 2. Satz | 3. Satz | Report |
| ---------- | ----- | -------------- | -------- | -------------- | ------- | ------- | ------- | ------ |
| 29. August | 16:00 | Henriett Koósz | 0–2      | Kwon Hyun-ah   | 18–21   | 12–21   |         |        |
| 30. August | 13:10 | Man-Kei To     | 2–0      | Henriett Koósz | 21–7    | 21–6    |         |        |
| 31. August | 10:30 | Man-Kei To     | 2–0      | Kwon Hyun-ah   | 21–12   | 21–10   |         |        |

### Gruppe C
| Platz | Team             | Pld | W | L | MF | MA | MD | GF | GA | GD | PF  | PA  | PD  | Pts | Qualifikation |
| ----- | ---------------- | --- | - | - | -- | -- | -- | -- | -- | -- | --- | --- | --- | --- | ------------- |
| 1     | Sujirat Pookkham | 3   | 3 | 0 | 0  | 0  | 0  | 6  | 0  | +6 | 126 | 32  | +94 | 3   | SF            |
| 2     | Hu Guang-chiou   | 3   | 2 | 1 | 0  | 0  | 0  | 4  | 2  | +2 | 98  | 94  | +4  | 2   | QF            |
| 3     | Daniele Souza    | 3   | 1 | 2 | 0  | 0  | 0  | 2  | 5  | −3 | 99  | 128 | −29 | 1   |               |
| 4     | Yuka Chokyu      | 3   | 0 | 3 | 0  | 0  | 0  | 1  | 6  | −5 | 72  | 141 | −69 | 0   |               |

| Datum      | Zeit  | Starter 1        | Ergebnis | Starter 2      | 1. Satz | 2. Satz | 3. Satz | Report |
| ---------- | ----- | ---------------- | -------- | -------------- | ------- | ------- | ------- | ------ |
| 29. August | 18:00 | Yuka Chokyu      | 0–2      | Hu Guang-chiou | 12–21   | 12–21   |         |        |
| 29. August | 18:40 | Sujirat Pookkham | 2–0      | Daniele Souza  | 21–3    | 21–11   |         |        |
| 30. August | 12:30 | Yuka Chokyu      | 1–2      | Daniele Souza  | 16–21   | 21–15   | 7–21    |        |
| 30. August | 16:00 | Sujirat Pookkham | 2–0      | Hu Guang-chiou | 21–8    | 21–6    |         |        |
| 31. August | 10:30 | Hu Guang-chiou   | 2–0      | Daniele Souza  | 21–17   | 21–11   |         |        |
| 31. August | 11:10 | Sujirat Pookkham | 2–0      | Yuka Chokyu    | 21–3    | 21–1    |         |        |

### Endrunde
| Viertelfinale | Viertelfinale  | Viertelfinale | Viertelfinale | Viertelfinale |  |  | Halbfinale | Halbfinale       | Halbfinale | Halbfinale | Halbfinale |                  |                  | Finale        | Finale | Finale | Finale | Finale |
|               |                |               |               |               |  |  |            |                  |            |            |            |                  |                  |               |        |        |        |        |
|               |                |               |               |               |  |  |            |                  |            |            |            |                  |                  |               |        |        |        |        |
|               |                |               |               |               |  |  | C1         | Sujirat Pookkham | 21         | 21         |            |                  |                  |               |        |        |        |        |
| B2            | Kwon Hyun-ah   | 6             | 14            |               |  |  | B1         | Man-Kei To       | 13         | 15         |            |                  |                  |               |        |        |        |        |
| B1            | Man-Kei To     | 21            | 21            |               |  |  |            |                  |            |            |            | C1               | Sujirat Pookkham | 21            | 13     | 18     |        |        |
| C2            | Hu Guang-chiou | 5             | 11            |               |  |  |            |                  |            |            |            |                  | A2               | Sarina Satomi | 18     | 21     | 21     |        |
| A2            | Sarina Satomi  | 21            | 21            |               |  |  | A2         | Sarina Satomi    | 21         | 22         |            |                  |                  |               |        |        |        |        |
|               |                |               |               |               |  |  | A1         | Yin Menglu       | 17         | 20         |            |                  |                  |               |        |        |        |        |
|               |                |               |               |               |  |  |            |                  |            |            |            | Spiel um Platz 3 |                  |               |        |        |        |        |
|               |                |               |               |               |  |  |            |                  |            |            |            | B1               | Man-Kei To       | 9             | 9      |        |        |        |
| A1            | Yin Menglu     | 21            | 21            |               |  |  |            |                  |            |            |            |                  |                  |               |        |        |        |        |

## Dameneinzel WH2

### Gruppe A
| Platz | Team          | Pld | W | L | MF | MA | MD | GF | GA | GD | PF | PA | PD  | Pts | Qualifikation |
| ----- | ------------- | --- | - | - | -- | -- | -- | -- | -- | -- | -- | -- | --- | --- | ------------- |
| 1     | Liu Yutong    | 2   | 2 | 0 | 0  | 0  | 0  | 4  | 0  | +4 | 84 | 21 | +63 | 2   | SF            |
| 2     | Yuma Yamazaki | 2   | 1 | 1 | 0  | 0  | 0  | 2  | 2  | 0  | 50 | 71 | −21 | 1   | QF            |
| 3     | Emine Seçkin  | 2   | 0 | 2 | 0  | 0  | 0  | 0  | 4  | −4 | 42 | 84 | −42 | 0   |               |

| Datum      | Zeit  | Starter 1    | Ergebnis | Starter 2     | 1. Satz | 2. Satz | 3. Satz | Report |
| ---------- | ----- | ------------ | -------- | ------------- | ------- | ------- | ------- | ------ |
| 30. August | 8:32  | Liu Yutong   | 2–0      | Yuma Yamazaki | 21–5    | 21–3    |         | Report |
| 30. August | 17:13 | Emine Seçkin | 0–2      | Yuma Yamazaki | 15–21   | 14–21   |         | Report |
| 31. August | 12:26 | Emine Seçkin | 0–2      | Liu Yutong    | 5–21    | 8–21    |         | Report |

### Gruppe B
| Platz | Team             | Pld | W | L | MF | MA | MD | GF | GA | GD | PF | PA | PD  | Pts | Qualifikation |
| ----- | ---------------- | --- | - | - | -- | -- | -- | -- | -- | -- | -- | -- | --- | --- | ------------- |
| 1     | Amnouy Wetwithan | 1   | 1 | 0 | 0  | 0  | 0  | 2  | 1  | +1 | 62 | 41 | +21 | 1   | QF            |
| 2     | Jung Gye-oul     | 1   | 0 | 1 | 0  | 0  | 0  | 1  | 2  | −1 | 41 | 62 | −21 | 0   | QF            |
| 3     | Mischa Ginns     | 0   | 0 | 0 | 0  | 0  | 0  | 0  | 0  | 0  | 0  | 0  | 0   | 0   | zurückgezogen |

| Datum      | Zeit  | Starter 1        | Ergebnis | Starter 2        | 1. Satz    | 2. Satz    | 3. Satz    | Report     |
| ---------- | ----- | ---------------- | -------- | ---------------- | ---------- | ---------- | ---------- | ---------- |
| 30. August | 9:10  | Amnouy Wetwithan | 0–0      | Mischa Ginns     | kein Spiel | kein Spiel | kein Spiel | kein Spiel |
| 30. August | 16:00 | Jung Gye-oul     | 0–0      | Mischa Ginns     | kein Spiel | kein Spiel | kein Spiel | kein Spiel |
| 31. August | 11:26 | Jung Gye-oul     | 1–2      | Amnouy Wetwithan | 10–21      | 22–20      | 9–21       | Report     |

### Gruppe C
| Platz | Team           | Pld | W | L | MF | MA | MD | GF | GA | GD | PF  | PA  | PD  | Pts | Qualifikation |
| ----- | -------------- | --- | - | - | -- | -- | -- | -- | -- | -- | --- | --- | --- | --- | ------------- |
| 1     | Li Hongyan     | 3   | 3 | 0 | 0  | 0  | 0  | 6  | 1  | +5 | 143 | 82  | +61 | 3   | SF            |
| 2     | Ilaria Renggli | 3   | 2 | 1 | 0  | 0  | 0  | 4  | 3  | +1 | 138 | 127 | +11 | 2   | QF            |
| 3     | Pilar Jáuregui | 3   | 1 | 2 | 0  | 0  | 0  | 4  | 4  | 0  | 146 | 142 | +4  | 1   |               |
| 4     | Yang I-chen    | 3   | 0 | 3 | 0  | 0  | 0  | 0  | 6  | −6 | 50  | 126 | −76 | 0   |               |

| Datum      | Zeit  | Starter 1      | Ergebnis | Starter 2      | 1. Satz | 2. Satz | 3. Satz | Report |
| ---------- | ----- | -------------- | -------- | -------------- | ------- | ------- | ------- | ------ |
| 30. August | 8:33  | Yang I-chen    | 0–2      | Ilaria Renggli | 9–21    | 18–21   |         | Report |
| 30. August | 9:02  | Pilar Jáuregui | 1–2      | Li Hongyan     | 10–21   | 21–17   | 15–21   | Report |
| 30. August | 17:09 | Pilar Jáuregui | 1–2      | Ilaria Renggli | 24–26   | 21–19   | 13–21   | Report |
| 30. August | 18:24 | Yang I-chen    | 0–2      | Li Hongyan     | 4–21    | 2–21    |         | Report |
| 31. August | 12:16 | Pilar Jáuregui | 2–0      | Yang I-chen    | 21–10   | 21–7    |         | Report |
| 31. August | 12:59 | Ilaria Renggli | 0–2      | Li Hongyan     | 17–21   | 13–21   |         | Report |

### Endrunde
| Viertelfinale | Viertelfinale    | Viertelfinale | Viertelfinale | Viertelfinale |  |  | Halbfinale | Halbfinale     | Halbfinale | Halbfinale | Halbfinale |                  |               | Finale     | Finale | Finale | Finale | Finale |
|               |                  |               |               |               |  |  |            |                |            |            |            |                  |               |            |        |        |        |        |
|               |                  |               |               |               |  |  |            |                |            |            |            |                  |               |            |        |        |        |        |
|               |                  |               |               |               |  |  |            | Liu Yutong     | 21         | 21         | -          |                  |               |            |        |        |        |        |
|               | Amnouy Wetwithan | 14            | 16            | -             |  |  |            | Yuma Yamazaki  | 6          | 9          | -          |                  |               |            |        |        |        |        |
|               | Yuma Yamazaki    | 21            | 21            | -             |  |  |            |                |            |            |            |                  | Liu Yutong    | 21         | 21     | -      |        |        |
|               | Jung Gye-oul     | 17            | 19            | -             |  |  |            |                |            |            |            |                  |               | Li Hongyan | 15     | 13     | -      |        |
|               | Ilaria Renggli   | 21            | 21            | -             |  |  |            | Ilaria Renggli | 17         | 12         | -          |                  |               |            |        |        |        |        |
|               |                  |               |               |               |  |  |            | Li Hongyan     | 21         | 21         | -          |                  |               |            |        |        |        |        |
|               |                  |               |               |               |  |  |            |                |            |            |            | Spiel um Platz 3 |               |            |        |        |        |        |
|               |                  |               |               |               |  |  |            |                |            |            |            |                  | Yuma Yamazaki | 13         | 14     | -      |        |        |
|               | Ilaria Renggli   | 21            | 21            | -             |  |  |            |                |            |            |            |                  |               |            |        |        |        |        |

## Dameneinzel SL3

### Gruppe A
| Platz | Team                     | Pld | W | L | MF | MA | MD | GF | GA | GD | PF  | PA  | PD  | Pts | Qualifikation |
| ----- | ------------------------ | --- | - | - | -- | -- | -- | -- | -- | -- | --- | --- | --- | --- | ------------- |
| 1     | Qonitah Ikhtiar Syakuroh | 2   | 2 | 0 | 0  | 0  | 0  | 4  | 1  | +3 | 100 | 71  | +29 | 2   | SF            |
| 2     | Oksana Kozyna            | 2   | 1 | 1 | 0  | 0  | 0  | 2  | 3  | −1 | 73  | 99  | −26 | 1   | QF            |
| 3     | Manasi Joshi             | 2   | 0 | 2 | 0  | 0  | 0  | 2  | 4  | −2 | 109 | 112 | −3  | 0   |               |

| Datum      | Zeit  | Starter 1                | Ergebnis | Starter 2                  | 1. Satz | 2. Satz | 3. Satz | Report |
| ---------- | ----- | ------------------------ | -------- | -------------------------- | ------- | ------- | ------- | ------ |
| 29. August | 10:30 | Qonitah Ikhtiar Syakuroh | 2–1      | Manasi Girishchandra Joshi | 16–21   | 21–13   | 21–18   |        |
| 30. August | 8:30  | Manasi Joshi             | 1–2      | Oksana Kozyna              | 21–10   | 15–21   | 21–23   |        |
| 31. August | 8:30  | Qonitah Ikhtiar Syakuroh | 2–0      | Oksana Kozyna              | 21–5    | 21–14   |         |        |

### Gruppe B
| Platz | Team                 | Pld | W | L | MF | MA | MD | GF | GA | GD | PF | PA  | PD  | Pts | Qualifikation |
| ----- | -------------------- | --- | - | - | -- | -- | -- | -- | -- | -- | -- | --- | --- | --- | ------------- |
| 1     | Mariam Eniola Bolaji | 2   | 2 | 0 | 0  | 0  | 0  | 4  | 0  | +4 | 84 | 44  | +40 | 2   | QF            |
| 2     | Mandeep Kaur         | 2   | 1 | 1 | 0  | 0  | 0  | 2  | 3  | −1 | 85 | 92  | −7  | 1   | QF            |
| 3     | Céline Vinot         | 2   | 0 | 2 | 0  | 0  | 0  | 1  | 4  | −3 | 72 | 105 | −33 | 0   |               |

| Datum      | Zeit  | Starter 1            | Ergebnis | Starter 2    | 1. Satz | 2. Satz | 3. Satz | Report |
| ---------- | ----- | -------------------- | -------- | ------------ | ------- | ------- | ------- | ------ |
| 29. August | 10:30 | Mariam Eniola Bolaji | 2–0      | Mandeep Kaur | 21–8    | 21–14   |         | Report |
| 30. August | 8:30  | Mariam Eniola Bolaji | 2–0      | Céline Vinot | 21–8    | 21–14   |         | Report |
| 31. August | 8:30  | Mandeep Kaur         | 2–1      | Céline Vinot | 21–23   | 21–10   | 21–17   |        |

### Gruppe C
| Platz | Team               | Pld | W | L | MF | MA | MD | GF | GA | GD | PF  | PA  | PD  | Pts | Qualifikation |
| ----- | ------------------ | --- | - | - | -- | -- | -- | -- | -- | -- | --- | --- | --- | --- | ------------- |
| 1     | Xiao Zuxian        | 3   | 3 | 0 | 0  | 0  | 0  | 6  | 0  | +6 | 126 | 47  | +79 | 3   | SF            |
| 2     | Halime Yıldız      | 3   | 2 | 1 | 0  | 0  | 0  | 4  | 2  | +2 | 103 | 86  | +17 | 2   | QF            |
| 3     | Darunee Henpraiwan | 3   | 1 | 2 | 0  | 0  | 0  | 2  | 5  | −3 | 112 | 119 | −7  | 1   |               |
| 4     | Noriko Ito         | 3   | 0 | 3 | 0  | 0  | 0  | 1  | 6  | −5 | 58  | 147 | −89 | 0   |               |

| Datum      | Zeit  | Starter 1     | Ergebnis | Starter 2          | 1. Satz | 2. Satz | 3. Satz | Report |
| ---------- | ----- | ------------- | -------- | ------------------ | ------- | ------- | ------- | ------ |
| 29. August | 10:30 | Xiao Zuxian   | 2–0      | Darunee Henpraiwan | 21–7    | 21–12   |         |        |
| 29. August | 11:10 | Halime Yıldız | 2–0      | Noriko Ito         | 21–10   | 21–4    |         |        |
| 30. August | 9:10  | Noriko Ito    | 0–2      | Xiao Zuxian        | 5–21    | 4–21    |         | Report |
| 30. August | 9:10  | Halime Yıldız | 2–0      | Darunee Henpraiwan | 21–12   | 21–18   |         | Report |
| 31. August | 9:10  | Halime Yıldız | 0–2      | Xiao Zuxian        | 9–21    | 10–21   |         |        |
| 31. August | 9:10  | Noriko Ito    | 1–2      | Darunee Henpraiwan | 23–21   | 7–21    | 5–21    |        |

### Endrunde
| Viertelfinale | Viertelfinale        | Viertelfinale | Viertelfinale | Viertelfinale |  |  | Halbfinale | Halbfinale               | Halbfinale | Halbfinale | Halbfinale |                  |                          | Finale      | Finale | Finale | Finale | Finale |
|               |                      |               |               |               |  |  |            |                          |            |            |            |                  |                          |             |        |        |        |        |
|               |                      |               |               |               |  |  |            |                          |            |            |            |                  |                          |             |        |        |        |        |
|               |                      |               |               |               |  |  | 1          | Qonitah Ikhtiar Syakuroh | 21         | 21         |            |                  |                          |             |        |        |        |        |
|               | Oksana Kozyna        | 14            | 21            | 26            |  |  |            | Oksana Kozyna            | 13         | 3          |            |                  |                          |             |        |        |        |        |
| 2             | Halime Yıldız        | 21            | 15            | 24            |  |  |            |                          |            |            |            | 1                | Qonitah Ikhtiar Syakuroh | 14          | 20     |        |        |        |
|               | Mandeep Kaur         | 8             | 9             |               |  |  |            |                          |            |            |            |                  |                          | Xiao Zuxian | 21     | 22     |        |        |
| 3             | Mariam Eniola Bolaji | 21            | 21            |               |  |  | 3          | Mariam Eniola Bolaji     | 16         | 17         |            |                  |                          |             |        |        |        |        |
|               |                      |               |               |               |  |  |            | Xiao Zuxian              | 21         | 21         |            |                  |                          |             |        |        |        |        |
|               |                      |               |               |               |  |  |            |                          |            |            |            | Spiel um Platz 3 |                          |             |        |        |        |        |
|               |                      |               |               |               |  |  |            |                          |            |            |            |                  | Oksana Kozyna            | 9           | 9      |        |        |        |
| 3             | Mariam Eniola Bolaji | 21            | 21            |               |  |  |            |                          |            |            |            |                  |                          |             |        |        |        |        |

## Dameneinzel SL4

### Gruppe A
| Platz | Team              | Pld | W | L | MF | MA | MD | GF | GA | GD | PF | PA | PD  | Pts | Qualifikation |
| ----- | ----------------- | --- | - | - | -- | -- | -- | -- | -- | -- | -- | -- | --- | --- | ------------- |
| 1     | Helle Sofie Sagøy | 2   | 2 | 0 | 0  | 0  | 0  | 4  | 0  | +4 | 84 | 39 | +45 | 2   | SF            |
| 2     | Haruka Fujino     | 2   | 1 | 1 | 0  | 0  | 0  | 2  | 2  | 0  | 70 | 66 | +4  | 1   | QF            |
| 3     | Nipada Seansupa   | 2   | 0 | 2 | 0  | 0  | 0  | 0  | 4  | −4 | 35 | 84 | −49 | 0   |               |

| Datum      | Zeit  | Starter 1         | Ergebnis | Starter 2       | 1. Satz | 2. Satz | 3. Satz | Report |
| ---------- | ----- | ----------------- | -------- | --------------- | ------- | ------- | ------- | ------ |
| 29. August | 13:50 | Helle Sofie Sagøy | 2–0      | Nipada Seansupa | 21–8    | 21–3    |         |        |
| 30. August | 12:30 | Haruka Fujino     | 2–0      | Nipada Seansupa | 21–13   | 21–11   |         |        |
| 31. August |       | Helle Sofie Sagøy | 2–0      | Haruka Fujino   | 21–14   | 21–14   |         |        |

### Gruppe B
| Platz | Team               | Pld | W | L | MF | MA | MD | GF | GA | GD | PF | PA | PD  | Pts | Qualifikation |
| ----- | ------------------ | --- | - | - | -- | -- | -- | -- | -- | -- | -- | -- | --- | --- | ------------- |
| 1     | Cheng Hefang       | 2   | 2 | 0 | 0  | 0  | 0  | 4  | 0  | +4 | 84 | 50 | +34 | 2   | QF            |
| 2     | Khalimatus Sadiyah | 2   | 1 | 1 | 0  | 0  | 0  | 2  | 2  | 0  | 69 | 63 | +6  | 1   | QF            |
| 3     | Faustine Noël      | 2   | 0 | 2 | 0  | 0  | 0  | 0  | 4  | −4 | 44 | 84 | −40 | 0   |               |

| Datum      | Zeit  | Starter 1          | Ergebnis | Starter 2          | 1. Satz | 2. Satz | 3. Satz | Report |
| ---------- | ----- | ------------------ | -------- | ------------------ | ------- | ------- | ------- | ------ |
| 29. August | 13:10 | Cheng Hefang       | 2–0      | Khalimatus Sadiyah | 21–12   | 21–15   |         |        |
| 30. August | 13:10 | Cheng Hefang       | 2–0      | Faustine Noël      | 21–12   | 21–11   |         |        |
| 31. August | 12:30 | Khalimatus Sadiyah | 2–0      | Faustine Noël      | 21–9    | 21–12   |         |        |

### Gruppe C
| Platz | Team               | Pld | W | L | MF | MA | MD | GF | GA | GD | PF  | PA | PD  | Pts | Qualifikation |
| ----- | ------------------ | --- | - | - | -- | -- | -- | -- | -- | -- | --- | -- | --- | --- | ------------- |
| 1     | Leani Ratri Oktila | 2   | 2 | 0 | 0  | 0  | 0  | 4  | 1  | +3 | 102 | 58 | +44 | 2   | SF            |
| 2     | Palak Kohli        | 2   | 1 | 1 | 0  | 0  | 0  | 3  | 2  | +1 | 81  | 86 | −5  | 1   | QF            |
| 3     | Milenna Surreau    | 2   | 0 | 2 | 0  | 0  | 0  | 0  | 4  | −4 | 45  | 84 | −39 | 0   |               |

| Datum      | Zeit  | Starter 1          | Ergebnis | Starter 2          | 1. Satz | 2. Satz | 3. Satz | Report |
| ---------- | ----- | ------------------ | -------- | ------------------ | ------- | ------- | ------- | ------ |
| 29. August | 13:10 | Milenna Surreau    | 0–2      | Indien Palak Kohli | 12–21   | 14–21   |         |        |
| 30. August | 13:10 | Leani Ratri Oktila | 2–1      | Palak Kohli        | 18–21   | 21–5    | 21–13   |        |
| 31. August | 13:10 | Leani Ratri Oktila | 2–0      | Milenna Surreau    | 21–9    | 21–10   |         |        |

### Endrunde
| Viertelfinale | Viertelfinale      | Viertelfinale | Viertelfinale | Viertelfinale |  |  | Halbfinale | Halbfinale         | Halbfinale | Halbfinale | Halbfinale |                  |                   | Finale             | Finale | Finale | Finale | Finale |
|               |                    |               |               |               |  |  |            |                    |            |            |            |                  |                   |                    |        |        |        |        |
|               |                    |               |               |               |  |  |            |                    |            |            |            |                  |                   |                    |        |        |        |        |
|               |                    |               |               |               |  |  | A1         | Helle Sofie Sagøy  | 14         | 9          |            |                  |                   |                    |        |        |        |        |
| B1            | Cheng Hefang       | 21            | 21            |               |  |  | B1         | Cheng Hefang       | 21         | 21         |            |                  |                   |                    |        |        |        |        |
| A2            | Haruka Fujino      | 9             | 13            |               |  |  |            |                    |            |            |            | B1               | Cheng Hefang      | 21                 | 21     |        |        |        |
| C2            | Palak Kohli        | 19            | 15            |               |  |  |            |                    |            |            |            |                  | C1                | Leani Ratri Oktila | 14     | 18     |        |        |
| B2            | Khalimatus Sadiyah | 21            | 21            |               |  |  | B2         | Khalimatus Sadiyah | 14         | 12         |            |                  |                   |                    |        |        |        |        |
|               |                    |               |               |               |  |  | C1         | Leani Ratri Oktila | 21         | 21         |            |                  |                   |                    |        |        |        |        |
|               |                    |               |               |               |  |  |            |                    |            |            |            | Spiel um Platz 3 |                   |                    |        |        |        |        |
|               |                    |               |               |               |  |  |            |                    |            |            |            | A1               | Helle Sofie Sagøy | 21                 | 21     |        |        |        |
| B2            | Khalimatus Sadiyah | 10            | 14            |               |  |  |            |                    |            |            |            |                  |                   |                    |        |        |        |        |

## Dameneinzel SU5

### Gruppe A
| Platz | Team                   | Pld | W | L | MF | MA | MD | GF | GA | GD | PF | PA | PD  | Pts | Qualifikation |
| ----- | ---------------------- | --- | - | - | -- | -- | -- | -- | -- | -- | -- | -- | --- | --- | ------------- |
| 1     | Thulasimathi Murugesan | 2   | 2 | 0 | 0  | 0  | 0  | 4  | 0  | +4 | 84 | 40 | +44 | 2   | SF            |
| 2     | Beatriz Monteiro       | 2   | 1 | 1 | 0  | 0  | 0  | 2  | 2  | 0  | 62 | 67 | −5  | 1   | QF            |
| 3     | Rosa De Marco          | 2   | 0 | 2 | 0  | 0  | 0  | 0  | 4  | −4 | 45 | 84 | −39 | 0   |               |

| Datum      | Zeit  | Starter 1              | Ergebnis | Starter 2                 | 1. Satz | 2. Satz | 3. Satz | Report |
| ---------- | ----- | ---------------------- | -------- | ------------------------- | ------- | ------- | ------- | ------ |
| 29. August | 14:13 | Thulasimathi Murugesan | 2–0      | Rosa De Marco             | 21–9    | 21–11   |         | Report |
| 30. August | 16:38 | Thulasimathi Murugesan | 2–0      | Beatriz Monteiro          | 21–12   | 21–8    |         | Report |
| 31. August | 17:25 | Rosa De Marco          | 0–2      | Portugal Beatriz Monteiro | 14–21   | 11–21   |         | Report |

### Gruppe B
| Platz | Team               | Pld | W | L | MF | MA | MD | GF | GA | GD | PF | PA | PD  | Pts | Qualifikation |
| ----- | ------------------ | --- | - | - | -- | -- | -- | -- | -- | -- | -- | -- | --- | --- | ------------- |
| 1     | Cathrine Rosengren | 2   | 2 | 0 | 0  | 0  | 0  | 4  | 0  | +4 | 84 | 44 | +40 | 2   | QF            |
| 2     | Mamiko Toyoda      | 2   | 1 | 1 | 0  | 0  | 0  | 2  | 2  | 0  | 70 | 77 | −7  | 1   | QF            |
| 3     | Kaede Kameyama     | 2   | 0 | 2 | 0  | 0  | 0  | 0  | 4  | −4 | 51 | 84 | −33 | 0   |               |

| Datum      | Zeit  | Starter 1          | Ergebnis | Starter 2           | 1. Satz | 2. Satz | 3. Satz | Report |
| ---------- | ----- | ------------------ | -------- | ------------------- | ------- | ------- | ------- | ------ |
| 29. August | 16:05 | Kaede Kameyama     | 0–2      | Japan Mamiko Toyoda | 19–21   | 16–21   |         | Report |
| 30. August | 16:04 | Cathrine Rosengren | 2–0      | Kaede Kameyama      | 21–6    | 21–10   |         | Report |
| 31. August | 16:54 | Cathrine Rosengren | 2–0      | Mamiko Toyoda       | 21–17   | 21–11   |         | Report |

### Gruppe C
| Platz | Team             | Pld | W | L | MF | MA | MD | GF | GA | GD | PF | PA  | PD  | Pts | Qualifikation |
| ----- | ---------------- | --- | - | - | -- | -- | -- | -- | -- | -- | -- | --- | --- | --- | ------------- |
| 1     | Yang Qiuxia      | 2   | 2 | 0 | 0  | 0  | 0  | 4  | 1  | +3 | 93 | 59  | +34 | 2   | SF            |
| 2     | Manisha Ramadass | 2   | 1 | 1 | 0  | 0  | 0  | 2  | 3  | −1 | 72 | 88  | −16 | 1   | QF            |
| 3     | Maud Lefort      | 2   | 0 | 2 | 0  | 0  | 0  | 2  | 4  | −2 | 83 | 101 | −18 | 0   |               |

| Datum      | Zeit  | Starter 1        | Ergebnis | Starter 2   | 1. Satz | 2. Satz | 3. Satz | Report |
| ---------- | ----- | ---------------- | -------- | ----------- | ------- | ------- | ------- | ------ |
| 29. August | 16:03 | Manisha Ramadass | 2–1      | Maud Lefort | 8–21    | 21–6    | 21–19   | Report |
| 30. August | 17:25 | Maud Lefort      | 1–2      | Yang Qiuxia | 21–9    | 4–21    | 12–21   | Report |
| 31. August | 12:51 | Manisha Ramadass | 0–2      | Yang Qiuxia | 15–21   | 7–21    |         | Report |

### Endrunde
| Viertelfinale | Viertelfinale      | Viertelfinale | Viertelfinale | Viertelfinale |  |  | Halbfinale | Halbfinale             | Halbfinale | Halbfinale | Halbfinale |                  |                        | Finale      | Finale | Finale | Finale | Finale |
|               |                    |               |               |               |  |  |            |                        |            |            |            |                  |                        |             |        |        |        |        |
|               |                    |               |               |               |  |  |            |                        |            |            |            |                  |                        |             |        |        |        |        |
|               |                    |               |               |               |  |  | A1         | Thulasimathi Murugesan | 23         | 21         | -          |                  |                        |             |        |        |        |        |
| B2            | Mamiko Toyoda      | 13            | 16            | -             |  |  | C2         | Manisha Ramadass       | 21         | 17         | -          |                  |                        |             |        |        |        |        |
| C2            | Manisha Ramadass   | 21            | 21            | -             |  |  |            |                        |            |            |            | A1               | Thulasimathi Murugesan | 17          | 10     | -      |        |        |
| A2            | Beatriz Monteiro   | 19            | 10            | -             |  |  |            |                        |            |            |            |                  | C1                     | Yang Qiuxia | 21     | 21     | -      |        |
| B1            | Cathrine Rosengren | 21            | 21            | -             |  |  | B1         | Cathrine Rosengren     | 14         | 14         | -          |                  |                        |             |        |        |        |        |
|               |                    |               |               |               |  |  | C1         | Yang Qiuxia            | 21         | 21         | -          |                  |                        |             |        |        |        |        |
|               |                    |               |               |               |  |  |            |                        |            |            |            | Spiel um Platz 3 |                        |             |        |        |        |        |
|               |                    |               |               |               |  |  |            |                        |            |            |            | C2               | Manisha Ramadass       | 21          | 21     | -      |        |        |
| B1            | Cathrine Rosengren | 12            | 8             | -             |  |  |            |                        |            |            |            |                  |                        |             |        |        |        |        |

## Dameneinzel SH6

### Gruppe A
| Platz | Team             | Pld | W | L | MF | MA | MD | GF | GA | GD | PF  | PA  | PD  | Pts | Qualifikation |
| ----- | ---------------- | --- | - | - | -- | -- | -- | -- | -- | -- | --- | --- | --- | --- | ------------- |
| 1     | Lin Shuangbao    | 3   | 3 | 0 | 0  | 0  | 0  | 6  | 0  | +6 | 127 | 72  | +55 | 3   | SF            |
| 2     | Nithya Sre Sivan | 3   | 2 | 1 | 0  | 0  | 0  | 4  | 2  | +2 | 122 | 89  | +33 | 2   | QF            |
| 3     | Jayci Simon      | 3   | 1 | 2 | 0  | 0  | 0  | 2  | 4  | −2 | 78  | 101 | −23 | 1   |               |
| 4     | Cai Yi-lin       | 3   | 0 | 3 | 0  | 0  | 0  | 0  | 6  | −6 | 61  | 126 | −65 | 0   |               |

| Datum      | Zeit  | Starter 1        | Ergebnis | Starter 2     | 1. Satz | 2. Satz | 3. Satz | Report |
| ---------- | ----- | ---------------- | -------- | ------------- | ------- | ------- | ------- | ------ |
| 29. August | 16:00 | Nithya Sre Sivan | 2–0      | Jayci Simon   | 21–7    | 21–8    |         |        |
| 29. August | 17:20 | Lin Shuangbao    | 2–0      | Cai Yi-lin    | 21–7    | 21–6    |         |        |
| 30. August | 17:20 | Nithya Sre Sivan | 2–0      | Cai Yi-lin    | 21–12   | 21–19   |         |        |
| 30. August | 18:00 | Jayci Simon      | 0–2      | Lin Shuangbao | 9–21    | 12–21   |         |        |
| 31. August | 19:20 | Nithya Sre Sivan | 0–2      | Lin Shuangbao | 20–22   | 18–21   |         |        |
| 31. August | 18:40 | Jayci Simon      | 2–0      | Cai Yi-lin    | 21–9    | 21–8    |         |        |

### Gruppe B
| Platz | Team            | Pld | W | L | MF | MA | MD | GF | GA | GD | PF  | PA  | PD  | Pts | Qualifikation |
| ----- | --------------- | --- | - | - | -- | -- | -- | -- | -- | -- | --- | --- | --- | --- | ------------- |
| 1     | Rachel Choong   | 2   | 2 | 0 | 0  | 0  | 0  | 4  | 2  | +2 | 115 | 104 | +11 | 2   | QF            |
| 2     | Oliwia Szmigiel | 2   | 1 | 1 | 0  | 0  | 0  | 3  | 2  | +1 | 89  | 80  | +9  | 1   | QF            |
| 3     | Rubí Fernández  | 2   | 0 | 2 | 0  | 0  | 0  | 1  | 4  | −3 | 78  | 98  | −20 | 0   |               |

| Datum      | Zeit  | Starter 1       | Ergebnis | Starter 2       | 1. Satz | 2. Satz | 3. Satz | Report |
| ---------- | ----- | --------------- | -------- | --------------- | ------- | ------- | ------- | ------ |
| 29. August | 18:00 | Oliwia Szmigiel | 2–0      | Rubí Fernández  | 21–13   | 21–8    |         |        |
| 30. August | 18:00 | Rachel Choong   | 2–1      | Rubí Fernández  | 14-21   | 21-19   | 21-17   |        |
| 31. August | 20:00 | Rachel Choong   | 2–1      | Oliwia Szmigiel | 17-21   | 21-10   | 21-16   |        |

### Gruppe C
| Platz | Team            | Pld | W | L | MF | MA | MD | GF | GA | GD | PF  | PA  | PD  | Pts | Qualifikation |
| ----- | --------------- | --- | - | - | -- | -- | -- | -- | -- | -- | --- | --- | --- | --- | ------------- |
| 1     | Li Fengmei      | 3   | 3 | 0 | 0  | 0  | 0  | 6  | 0  | +6 | 126 | 59  | +67 | 3   | SF            |
| 2     | Rina Marlina    | 3   | 2 | 1 | 0  | 0  | 0  | 4  | 3  | +1 | 129 | 114 | +15 | 2   | QF            |
| 3     | Giuliana Póveda | 3   | 1 | 2 | 0  | 0  | 0  | 3  | 4  | −1 | 117 | 125 | −8  | 1   |               |
| 4     | Chai Saeyang    | 3   | 0 | 3 | 0  | 0  | 0  | 0  | 6  | −6 | 52  | 126 | −74 | 0   |               |

| Datum      | Zeit  | Starter 1       | Ergebnis | Starter 2    | 1. Satz | 2. Satz | 3. Satz | Report |
| ---------- | ----- | --------------- | -------- | ------------ | ------- | ------- | ------- | ------ |
| 29. August | 16:40 | Li Fengmei      | 2–0      | Chai Saeyang | 21–5    | 21–5    |         |        |
| 29. August | 16:40 | Giuliana Póveda | 1–2      | Rina Marlina | 21–19   | 17–21   | 14–21   |        |
| 30. August | 18:40 | Li Fengmei      | 2–0      | Rina Marlina | 21-10   | 21-16   |         |        |
| 30. August | 19:20 | Giuliana Póveda | 2–0      | Chai Saeyang | 21–15   | 21–7    |         |        |
| 31. August | 17:20 | Chai Saeyang    | 0–2      | Rina Marlina | 8–21    | 12–21   |         |        |
| 31. August | 18:00 | Giuliana Póveda | 0–2      | Li Fengmei   | 17-21   | 6-21    |         |        |

### Endrunde
| Viertelfinale | Viertelfinale    | Viertelfinale | Viertelfinale | Viertelfinale |  |  | Halbfinale | Halbfinale       | Halbfinale | Halbfinale | Halbfinale |                  |              | Finale        | Finale | Finale | Finale | Finale |
|               |                  |               |               |               |  |  |            |                  |            |            |            |                  |              |               |        |        |        |        |
|               |                  |               |               |               |  |  |            |                  |            |            |            |                  |              |               |        |        |        |        |
|               |                  |               |               |               |  |  | C1         | Li Fengmei       | 21         | 21         |            |                  |              |               |        |        |        |        |
| C2            | Rina Marlina     | 21            | 21            |               |  |  | C2         | Rina Marlina     | 8          | 4          |            |                  |              |               |        |        |        |        |
| B1            | Rachel Choong    | 7             | 11            |               |  |  |            |                  |            |            |            | C1               | Li Fengmei   | 21            | 21     | -      |        |        |
| B2            | Oliwia Szmigiel  | 4             | 7             |               |  |  |            |                  |            |            |            |                  | A1           | Lin Shuangbao | 14     | 17-    |        |        |
| A2            | Nithya Sre Sivan | 21            | 21            |               |  |  | A2         | Nithya Sre Sivan | 13         | 19         |            |                  |              |               |        |        |        |        |
|               |                  |               |               |               |  |  | A1         | Lin Shuangbao    | 21         | 21         |            |                  |              |               |        |        |        |        |
|               |                  |               |               |               |  |  |            |                  |            |            |            | Spiel um Platz 3 |              |               |        |        |        |        |
|               |                  |               |               |               |  |  |            |                  |            |            |            | C2               | Rina Marlina | 14            | 6      | -      |        |        |
| A2            | Nithya Sre Sivan | 21            | 21            | -             |  |  |            |                  |            |            |            |                  |              |               |        |        |        |        |

## Herrendoppel WH1–WH2

### Gruppe A
| Platz | Team                             | Pld | W | L | MF | MA | MD | GF | GA | GD | PF  | PA  | PD  | Pts | Qualifikation |
| ----- | -------------------------------- | --- | - | - | -- | -- | -- | -- | -- | -- | --- | --- | --- | --- | ------------- |
| 1     | Jeong Jae-gun Yu Soo-young       | 3   | 3 | 0 | 0  | 0  | 0  | 6  | 0  | +6 | 126 | 86  | +40 | 3   | SF            |
| 2     | Takumi Matsumoto Osamu Nagashima | 3   | 2 | 1 | 0  | 0  | 0  | 4  | 3  | +1 | 129 | 133 | −4  | 2   | SF            |
| 3     | Choi Jung-man Kim Jung-jun       | 3   | 1 | 2 | 0  | 0  | 0  | 2  | 5  | −3 | 114 | 138 | −24 | 1   |               |
| 4     | Thomas Jakobs David Toupé        | 3   | 0 | 3 | 0  | 0  | 0  | 2  | 6  | −4 | 143 | 155 | −12 | 0   |               |

| Datum      | Zeit  | Starter 1                        | Ergebnis | Starter 2                        | 1. Satz | 2. Satz | 3. Satz | Report |
| ---------- | ----- | -------------------------------- | -------- | -------------------------------- | ------- | ------- | ------- | ------ |
| 29. August | 9:50  | Choi Jung-man Kim Jung-jun       | 0–2      | Jeong Jae-gun Yu Soo-young       | 14–21   | 13–21   |         | Report |
| 29. August | 10:30 | Takumi Matsumoto Osamu Nagashima | 2–1      | Thomas Jakobs David Toupé        | 15–21   | 21–18   | 22–20   | Report |
| 30. August | 11:50 | Choi Jung-man Kim Jung-jun       | 0–2      | Takumi Matsumoto Osamu Nagashima | 13–21   | 19–21   |         | Report |
| 30. August | 13:10 | Thomas Jakobs David Toupé        | 0–2      | Jeong Jae-gun Yu Soo-young       | 15–21   | 15–21   |         | Report |
| 31. August | 12:00 | Choi Jung-man Kim Jung-jun       | 2–1      | Thomas Jakobs David Toupé        | 21–18   | 13–21   | 21–15   | Report |
| 31. August | 12:40 | Takumi Matsumoto Osamu Nagashima | 0–2      | Jeong Jae-gun Yu Soo-young       | 16–21   | 13–21   |         | Report |

### Gruppe B
| Platz | Team                                     | Pld | W | L | MF | MA | MD | GF | GA | GD | PF  | PA  | PD  | Pts | Qualifikation |
| ----- | ---------------------------------------- | --- | - | - | -- | -- | -- | -- | -- | -- | --- | --- | --- | --- | ------------- |
| 1     | Mai Jianpeng Qu Zimao                    | 3   | 3 | 0 | 0  | 0  | 0  | 6  | 0  | +6 | 126 | 80  | +46 | 3   | SF            |
| 2     | Daiki Kajiwara Hiroshi Murayama          | 3   | 2 | 1 | 0  | 0  | 0  | 4  | 3  | +1 | 131 | 112 | +19 | 2   | SF            |
| 3     | Noor Azwan Noorlan Muhammad Ikhwan Ramli | 3   | 1 | 2 | 0  | 0  | 0  | 3  | 4  | −1 | 114 | 137 | −23 | 1   |               |
| 4     | Rick Hellmann Thomas Wandschneider       | 3   | 0 | 3 | 0  | 0  | 0  | 0  | 6  | −6 | 84  | 126 | −42 | 0   |               |

| Datum      | Zeit  | Starter 1                                | Ergebnis | Starter 2                          | 1. Satz | 2. Satz | 3. Satz | Report |
| ---------- | ----- | ---------------------------------------- | -------- | ---------------------------------- | ------- | ------- | ------- | ------ |
| 29. August | 11:10 | Noor Azwan Noorlan Muhammad Ikhwan Ramli | 1–2      | Daiki Kajiwara Hiroshi Murayama    | 21–17   | 13–21   | 16–21   | Report |
| 29. August | 11:50 | Mai Jianpeng Qu Zimao                    | 2–0      | Rick Hellmann Thomas Wandschneider | 21–11   | 21–17   |         | Report |
| 30. August | 11:50 | Rick Hellmann Thomas Wandschneider       | 0–2      | Daiki Kajiwara Hiroshi Murayama    | 15–21   | 5–21    |         | Report |
| 30. August | 12:30 | Noor Azwan Noorlan Muhammad Ikhwan Ramli | 0–2      | Mai Jianpeng Qu Zimao              | 16–21   | 6–21    |         | Report |
| 31. August | 12:00 | Mai Jianpeng Qu Zimao                    | 2–0      | Daiki Kajiwara Hiroshi Murayama    | 21–15   | 21–15   |         | Report |
| 31. August | 12:40 | Noor Azwan Noorlan Muhammad Ikhwan Ramli | 2–0      | Rick Hellmann Thomas Wandschneider | 21–19   | 21–17   |         | Report |

### Endrunde
|  | Halbfinale | Halbfinale                       | Halbfinale            | Halbfinale | Halbfinale       |                            |                                 | Finale | Finale | Finale | Finale | Finale |
|  |            |                                  |                       |            |                  |                            |                                 |        |        |        |        |        |
|  | A1         | Jeong Jae-gun Yu Soo-young       | 21                    | 21         |                  |                            |                                 |        |        |        |        |        |
|  | A2         | Takumi Matsumoto Osamu Nagashima | 12                    | 12         |                  |                            |                                 |        |        |        |        |        |
|  | A2         | Takumi Matsumoto Osamu Nagashima | 12                    | 12         | A1               | Jeong Jae-gun Yu Soo-young | 10                              | 12     | -      |        |        |        |
|  |            |                                  |                       |            |                  | Jeong Jae-gun Yu Soo-young | 10                              | 12     | -      |        |        |        |
|  |            | B1                               | Mai Jianpeng Qu Zimao | 21         | 21               | -                          |                                 |        |        |        |        |        |
|  | B2         | B1                               | Mai Jianpeng Qu Zimao | 21         | 21               | -                          | Daiki Kajiwara Hiroshi Murayama | 15     | 14     |        |        |        |
|  | B2         |                                  |                       |            |                  |                            | Daiki Kajiwara Hiroshi Murayama | 15     | 14     |        |        |        |
|  | B1         | Mai Jianpeng Qu Zimao            | 21                    | 21         |                  |                            |                                 |        |        |        |        |        |
|  | B1         | Mai Jianpeng Qu Zimao            | 21                    | 21         | Spiel um Platz 3 |                            |                                 |        |        |        |        |        |
|  |            |                                  |                       |            |                  |                            |                                 |        |        |        |        |        |
|  | A2         | Takumi Matsumoto Osamu Nagashima | 21                    | 12         | 15               |                            |                                 |        |        |        |        |        |
|  | B2         | Daiki Kajiwara Hiroshi Murayama  | 19                    | 21         | 21               |                            |                                 |        |        |        |        |        |

## Damendoppel WH1–WH2

### Gruppe A
| Platz | Team                        | Pld | W | L | MF | MA | MD | GF | GA | GD | PF | PA | PD  | Pts | Qualifikation |
| ----- | --------------------------- | --- | - | - | -- | -- | -- | -- | -- | -- | -- | -- | --- | --- | ------------- |
| 1     | Liu Yutong Yin Menglu       | 2   | 2 | 0 | 0  | 0  | 0  | 4  | 0  | +4 | 84 | 47 | +37 | 2   | SF            |
| 2     | Sarina Satomi Yuma Yamazaki | 2   | 1 | 1 | 0  | 0  | 0  | 2  | 2  | 0  | 70 | 63 | +7  | 1   | SF            |
| 3     | Jung Gye-oul Kwon Hyun-ah   | 2   | 0 | 2 | 0  | 0  | 0  | 0  | 4  | −4 | 40 | 84 | −44 | 0   |               |

| Datum      | Zeit  | Starter 1                 | Ergebnis | Starter 2                   | 1. Satz | 2. Satz | 3. Satz | Report |
| ---------- | ----- | ------------------------- | -------- | --------------------------- | ------- | ------- | ------- | ------ |
| 29. August | 8:30  | Jung Gye-oul Kwon Hyun-ah | 0–2      | Sarina Satomi Yuma Yamazaki | 9–21    | 12–21   |         | Report |
| 30. August | 11:10 | Liu Yutong Yin Menglu     | 2–0      | Sarina Satomi Yuma Yamazaki | 21–14   | 21–14   |         | Report |
| 30. August | 20:00 | Liu Yutong Yin Menglu     | 2–0      | Jung Gye-oul Kwon Hyun-ah   | 21–11   | 21–8    |         | Report |

### Gruppe B
| Platz | Team                              | Pld | W | L | MF | MA | MD | GF | GA | GD | PF  | PA | PD  | Pts | Qualifikation |
| ----- | --------------------------------- | --- | - | - | -- | -- | -- | -- | -- | -- | --- | -- | --- | --- | ------------- |
| 1     | Sujirat Pookkham Amnouy Wetwithan | 2   | 2 | 0 | 0  | 0  | 0  | 4  | 1  | +3 | 109 | 84 | +25 | 2   | SF            |
| 2     | Cynthia Mathez Ilaria Renggli     | 2   | 1 | 1 | 0  | 0  | 0  | 3  | 2  | +1 | 107 | 96 | +11 | 1   | SF            |
| 3     | Hu Guang-chiou Yang I-chen        | 2   | 0 | 2 | 0  | 0  | 0  | 0  | 4  | −4 | 48  | 84 | −36 | 0   |               |

| Datum      | Zeit  | Starter 1                     | Ergebnis | Starter 2                         | 1. Satz | 2. Satz | 3. Satz | Report |
| ---------- | ----- | ----------------------------- | -------- | --------------------------------- | ------- | ------- | ------- | ------ |
| 29. August | 9:10  | Cynthia Mathez Ilaria Renggli | 2–0      | Hu Guang-chiou Yang I-chen        | 21–10   | 21–19   |         | Report |
| 30. August | 11:10 | Cynthia Mathez Ilaria Renggli | 1–2      | Sujirat Pookkham Amnouy Wetwithan | 25–23   | 21–23   | 19–21   | Report |
| 30. August | 20:40 | Hu Guang-chiou Yang I-chen    | 0–2      | Sujirat Pookkham Amnouy Wetwithan | 8–21    | 11–21   |         | Report |

### Endrunde
|  | Halbfinale | Halbfinale                        | Halbfinale                  | Halbfinale | Halbfinale |                  |                             | Finale | Finale | Finale | Finale | Finale |
|  |            |                                   |                             |            |            |                  |                             |        |        |        |        |        |
|  | B1         | Liu Yutong Yin Menglu             | 21                          | 21         | -          |                  |                             |        |        |        |        |        |
|  | A2         | Cynthia Mathez Ilaria Renggli     | 6                           | 15         | -          |                  |                             |        |        |        |        |        |
|  | A2         | Cynthia Mathez Ilaria Renggli     | 6                           | 15         | -          | B1               | Liu Yutong Yin Menglu       | 21     | 21     | -      |        |        |
|  |            |                                   |                             |            |            | B1               | Liu Yutong Yin Menglu       | 21     | 21     | -      |        |        |
|  |            | B2                                | Sarina Satomi Yuma Yamazaki | 17         | 19         | -                |                             |        |        |        |        |        |
|  | B2         | B2                                | Sarina Satomi Yuma Yamazaki | 17         | 19         | -                | Sarina Satomi Yuma Yamazaki | 21     | 21     | -      |        |        |
|  | B2         |                                   |                             |            |            |                  | Sarina Satomi Yuma Yamazaki | 21     | 21     | -      |        |        |
|  | A1         | Sujirat Pookkham Amnouy Wetwithan | 16                          | 13         | -          |                  |                             |        |        |        |        |        |
|  | A1         | Sujirat Pookkham Amnouy Wetwithan | 16                          | 13         | -          | Spiel um Platz 3 |                             |        |        |        |        |        |
|  |            |                                   |                             |            |            |                  |                             |        |        |        |        |        |
|  | A2         | Cynthia Mathez Ilaria Renggli     | 20                          | 25         | -          |                  |                             |        |        |        |        |        |
|  | A1         | Sujirat Pookkham Amnouy Wetwithan | 22                          | 27         | -          |                  |                             |        |        |        |        |        |

## Mixed SL3–SU5

### Gruppe A
| Platz | Team                                  | Pld | W | L | MF | MA | MD | GF | GA | GD | PF  | PA  | PD  | Pts | Qualifikation |
| ----- | ------------------------------------- | --- | - | - | -- | -- | -- | -- | -- | -- | --- | --- | --- | --- | ------------- |
| 1     | Hikmat Ramdani Leani Ratri Oktila     | 3   | 3 | 0 | 0  | 0  | 0  | 6  | 0  | +6 | 126 | 74  | +52 | 3   | SF            |
| 2     | Lucas Mazur Faustine Noël             | 3   | 2 | 1 | 0  | 0  | 0  | 4  | 2  | +2 | 110 | 107 | +3  | 2   | SF            |
| 3     | Kumar Nitesh Thulasimathi Murugesan   | 3   | 1 | 2 | 0  | 0  | 0  | 2  | 4  | −2 | 106 | 118 | −12 | 1   |               |
| 4     | Suhas Lalinakere Yathiraj Palak Kohli | 3   | 0 | 3 | 0  | 0  | 0  | 0  | 6  | −6 | 83  | 126 | −43 | 0   |               |

| Datum      | Zeit  | Starter 1                           | Ergebnis | Starter 2                             | 1. Satz | 2. Satz | 3. Satz | Report |
| ---------- | ----- | ----------------------------------- | -------- | ------------------------------------- | ------- | ------- | ------- | ------ |
| 29. August | 8:30  | Hikmat Ramdani Leani Ratri Oktila   | 2–0      | Lucas Mazur Faustine Noël             | 21–11   | 21–12   |         | Report |
| 29. August | 8:30  | Kumar Nitesh Thulasimathi Murugesan | 2–0      | Suhas Lalinakere Yathiraj Palak Kohli | 21–14   | 21–17   |         | Report |
| 29. August | 18:40 | Hikmat Ramdani Leani Ratri Oktila   | 2–0      | Kumar Nitesh Thulasimathi Murugesan   | 21–15   | 21–8    |         | Report |
| 29. August | 19:20 | Lucas Mazur Faustine Noël           | 2–0      | Suhas Lalinakere Yathiraj Palak Kohli | 21–15   | 21–9    |         | Report |
| 30. August | 20:40 | Lucas Mazur Faustine Noël           | 2–0      | Kumar Nitesh Thulasimathi Murugesan   | 24–22   | 21–19   |         | Report |
| 30. August | 20:40 | Hikmat Ramdani Leani Ratri Oktila   | 2–0      | Suhas Lalinakere Yathiraj Palak Kohli | 21–11   | 21–17   |         | Report |

### Gruppe B
| Platz | Team                               | Pld | W | L | MF | MA | MD | GF | GA | GD | PF  | PA  | PD  | Pts | Qualifikation |
| ----- | ---------------------------------- | --- | - | - | -- | -- | -- | -- | -- | -- | --- | --- | --- | --- | ------------- |
| 1     | Fredy Setiawan Khalimatus Sadiyah  | 3   | 3 | 0 | 0  | 0  | 0  | 6  | 0  | +6 | 132 | 94  | +38 | 3   | SF            |
| 2     | Siripong Teamarrom Nipada Seansupa | 3   | 2 | 1 | 0  | 0  | 0  | 4  | 3  | +1 | 124 | 126 | −2  | 2   | SF            |
| 3     | Yang Jianyuan Yang Qiuxia          | 3   | 1 | 2 | 0  | 0  | 0  | 2  | 4  | −2 | 105 | 120 | −15 | 1   |               |
| 4     | Taiyo Imai Noriko Ito              | 3   | 0 | 3 | 0  | 0  | 0  | 1  | 6  | −5 | 127 | 148 | −21 | 0   |               |

| Datum      | Zeit  | Starter 1                          | Ergebnis | Starter 2                          | 1. Satz | 2. Satz | 3. Satz | Report |
| ---------- | ----- | ---------------------------------- | -------- | ---------------------------------- | ------- | ------- | ------- | ------ |
| 29. August | 8:30  | Fredy Setiawan Khalimatus Sadiyah  | 2–0      | Taiyo Imai Noriko Ito              | 21–12   | 25–23   |         | Report |
| 29. August | 9:10  | Siripong Teamarrom Nipada Seansupa | 2–0      | Yang Jianyuan Yang Qiuxia          | 21–11   | 21–15   |         | Report |
| 29. August | 18:40 | Taiyo Imai Noriko Ito              | 0–2      | Yang Jianyuan Yang Qiuxia          | 19–21   | 15–21   |         | Report |
| 29. August | 19:20 | Fredy Setiawan Khalimatus Sadiyah  | 2–0      | Siripong Teamarrom Nipada Seansupa | 21–5    | 21–17   |         | Report |
| 30. August | 21:20 | Fredy Setiawan Khalimatus Sadiyah  | 2–0      | Yang Jianyuan Yang Qiuxia          | 23–21   | 21–16   |         | Report |
| 30. August | 21:20 | Taiyo Imai Noriko Ito              | 1–2      | Siripong Teamarrom Nipada Seansupa | 21–18   | 18–21   | 19–21   | Report |

### Endrunde
|  | Halbfinale | Halbfinale                         | Halbfinale                        | Halbfinale | Halbfinale                        |                           |    | Finale | Finale | Finale | Finale | Finale |
|  |            |                                    |                                   |            |                                   |                           |    |        |        |        |        |        |
|  | 1          | Hikmat Ramdani Leani Ratri Oktila  | 21                                | 21         |                                   |                           |    |        |        |        |        |        |
|  |            | Siripong Teamarrom Nipada Seansupa | 12                                | 8          |                                   |                           |    |        |        |        |        |        |
|  | 1          | Siripong Teamarrom Nipada Seansupa | 12                                | 8          | Hikmat Ramdani Leani Ratri Oktila | 21                        | 21 |        |        |        |        |        |
|  | 1          |                                    |                                   |            |                                   |                           | 21 |        |        |        |        |        |
|  |            | 2                                  | Fredy Setiawan Khalimatus Sadiyah | 16         | 15                                |                           |    |        |        |        |        |        |
|  |            | 2                                  | Fredy Setiawan Khalimatus Sadiyah | 16         | 15                                | Lucas Mazur Faustine Noël | 15 | 15     |        |        |        |        |
|  |            |                                    |                                   |            |                                   | Lucas Mazur Faustine Noël | 15 | 15     |        |        |        |        |
|  | 2          | Fredy Setiawan Khalimatus Sadiyah  | 21                                | 21         |                                   |                           |    |        |        |        |        |        |
|  | 2          | Fredy Setiawan Khalimatus Sadiyah  | 21                                | 21         | Spiel um Platz 3                  |                           |    |        |        |        |        |        |
|  |            |                                    |                                   |            |                                   |                           |    |        |        |        |        |        |
|  |            | Siripong Teamarrom Nipada Seansupa | 14                                | 16         |                                   |                           |    |        |        |        |        |        |
|  |            | Lucas Mazur Faustine Noël          | 21                                | 21         |                                   |                           |    |        |        |        |        |        |

## Mixed SH6

### Gruppe A
| Platz | Team                        | Pld | W | L | MF | MA | MD | GF | GA | GD | PF  | PA | PD  | Pts | Qualifikation |
| ----- | --------------------------- | --- | - | - | -- | -- | -- | -- | -- | -- | --- | -- | --- | --- | ------------- |
| 1     | Subhan Rina Marlina         | 2   | 2 | 0 | 0  | 0  | 0  | 2  | 0  | +2 | 103 | 72 | +31 | 2   | SF            |
| 2     | Lin Naili Li Fengmei        | 2   | 1 | 1 | 0  | 0  | 0  | 3  | 2  | +1 | 90  | 79 | +11 | 1   | SF            |
| 3     | Jack Shephard Rachel Choong | 2   | 0 | 2 | 0  | 0  | 0  | 0  | 4  | −4 | 44  | 84 | −40 | 0   |               |

| Datum      | Zeit  | Starter 1                   | Ergebnis | Starter 2            | 1. Satz | 2. Satz | 3. Satz | Report |
| ---------- | ----- | --------------------------- | -------- | -------------------- | ------- | ------- | ------- | ------ |
| 29. August | 9:10  | Jack Shephard Rachel Choong | 0–2      | Subhan Rina Marlina  | 14–21   | 12–21   |         | Report |
| 29. August | 20:00 | Subhan Rina Marlina         | 2–1      | Lin Naili Li Fengmei | 19–21   | 21–12   | 21–15   | Report |
| 30. August | 22:00 | Jack Shephard Rachel Choong | 0–2      | Lin Naili Li Fengmei | 11–21   | 7–21    |         | Report |

### Gruppe B
| Platz | Team                                  | Pld | W | L | MF | MA | MD | GF | GA | GD | PF | PA | PD | Pts | Qualifikation |
| ----- | ------------------------------------- | --- | - | - | -- | -- | -- | -- | -- | -- | -- | -- | -- | --- | ------------- |
| 1     | Sivarajan Solaimalai Nithya Sre Sivan | 2   | 1 | 1 | 0  | 0  | 0  | 2  | 2  | 0  | 74 | 68 | +6 | 1   | SF            |
| 2     | Miles Krajewski Jayci Simon           | 2   | 1 | 1 | 0  | 0  | 0  | 2  | 2  | 0  | 73 | 74 | −1 | 1   | SF            |
| 3     | Natthapong Meechai Chai Saeyang       | 2   | 1 | 1 | 0  | 0  | 0  | 2  | 2  | 0  | 66 | 71 | −5 | 1   |               |

| Datum      | Zeit  | Starter 1                             | Ergebnis | Starter 2                       | 1. Satz | 2. Satz | 3. Satz | Report |
| ---------- | ----- | ------------------------------------- | -------- | ------------------------------- | ------- | ------- | ------- | ------ |
| 29. August | 9:10  | Sivarajan Solaimalai Nithya Sre Sivan | 0–2      | Miles Krajewski Jayci Simon     | 21–23   | 11–21   |         | Report |
| 29. August | 20:00 | Miles Krajewski Jayci Simon           | 0–2      | Natthapong Meechai Chai Saeyang | 12–21   | 17–21   |         | Report |
| 30. August | 22:00 | Sivarajan Solaimalai Nithya Sre Sivan | 2–0      | Natthapong Meechai Chai Saeyang | 21–7    | 21–17   |         | Report |

### Endrunde
|  | Halbfinale | Halbfinale                            | Halbfinale                  | Halbfinale | Halbfinale |                             |                      | Finale | Finale | Finale | Finale | Finale |
|  |            |                                       |                             |            |            |                             |                      |        |        |        |        |        |
|  | A1         | Subhan Rina Marlina                   | 21                          | 16         | 19         |                             |                      |        |        |        |        |        |
|  | A2         | Lin Naili Li Fengmei                  | 17                          | 21         | 21         |                             |                      |        |        |        |        |        |
|  | A2         | Lin Naili Li Fengmei                  | 17                          | 21         | 21         | A2                          | Lin Naili Li Fengmei | 21     | 21     |        |        |        |
|  |            |                                       |                             |            |            | A2                          | Lin Naili Li Fengmei | 21     | 21     |        |        |        |
|  |            | B2                                    | Miles Krajewski Jayci Simon | 14         | 12         |                             |                      |        |        |        |        |        |
|  | B2         | B2                                    | Miles Krajewski Jayci Simon | 14         | 12         | Miles Krajewski Jayci Simon | 17                   | 21     | 21     |        |        |        |
|  | B2         |                                       |                             |            |            |                             | 17                   | 21     | 21     |        |        |        |
|  | B1         | Sivarajan Solaimalai Nithya Sre Sivan | 21                          | 14         | 13         |                             |                      |        |        |        |        |        |
|  | B1         | Sivarajan Solaimalai Nithya Sre Sivan | 21                          | 14         | 13         | Spiel um Platz 3            |                      |        |        |        |        |        |
|  |            |                                       |                             |            |            |                             |                      |        |        |        |        |        |
|  | A1         | Subhan Rina Marlina                   | 21                          | 21         |            |                             |                      |        |        |        |        |        |
|  | B1         | Sivarajan Solaimalai Nithya Sre Sivan | 17                          | 12         |            |                             |                      |        |        |        |        |        |

## Medaillenspiegel
| Medaillenspiegel Badminton | Medaillenspiegel Badminton | Medaillenspiegel Badminton      | Medaillenspiegel Badminton | Medaillenspiegel Badminton | Medaillenspiegel Badminton |
| Platz                      | Land                       | Goldmedaille – Paralympiasieger | Silbermedaille – 2. Platz  | Bronzemedaille – 3. Platz  | Gesamt                     |
| -------------------------- | -------------------------- | ------------------------------- | -------------------------- | -------------------------- | -------------------------- |
| 1                          | China                      | 9                               | 2                          | 1                          | 12                         |
| 2                          | Japan                      | 2                               | 1                          | 1                          | 4                          |
| 3                          | Frankreich                 | 2                               | −                          | 1                          | 3                          |
| 4                          | Indonesien                 | 1                               | 4                          | 3                          | 8                          |
| 5                          | Indien                     | 1                               | 2                          | 2                          | 5                          |
| 6                          | Malaysia                   | 1                               | –                          | –                          | 1                          |
| 7                          | Südkorea                   | –                               | 2                          | 1                          | 3                          |
| 8                          | Großbritannien             | –                               | 2                          | –                          | 2                          |
| 9                          | Thailand                   | –                               | 1                          | 2                          | 3                          |
| 10                         | Hongkong                   | –                               | 1                          | –                          | 1                          |
| 10                         | Vereinigte Staaten         | –                               | 1                          | –                          | 1                          |
| 12                         | Brasilien                  | –                               | –                          | 1                          | 1                          |
| 12                         | Deutschland                | –                               | –                          | 1                          | 1                          |
| 12                         | Nigeria                    | –                               | –                          | 1                          | 1                          |
| 12                         | Norwegen                   | –                               | –                          | 1                          | 1                          |
| 12                         | Schweiz                    | –                               | –                          | 1                          | 1                          |